# Territorio de la comandancia militar en Serbia
El Territorio del comandante militar en Serbia (en alemán: Gebiet des Militärbefehlshabers in Serbien; en serbio: Подручје Војног заповедника, romanizado: Područje vojnog zapovednika u Srbiji) era un área militar administrada por la Wehrmacht tras la invasión, ocupación y desmantelamiento de Yugoslavia en abril de 1941.
El territorio incluía solo a la Serbia central, con la inclusión de la parte norte de Kosovo (alrededor de Kosovska Mitrovica) y el Banato. Este territorio fue la única zona de la dividida Yugoslavia en la que los alemanes establecieron un gobierno militar. Esto se debió a las principales rutas de transporte ferroviario y fluvial que lo atravesaban, y sus valiosos recursos, en particular los metales no ferrosos. El 22 de abril de 1941, el territorio quedó bajo la autoridad suprema del comandante militar alemán en Serbia, con la administración diaria del territorio bajo el control del Jefe de Estado Mayor de la administración militar. Las líneas de mando y control en el territorio ocupado nunca se unificaron, y se hicieron más complejas con el nombramiento de representantes directos de figuras nazis de alto rango como el Reichsführer-SS Heinrich Himmler (para asuntos de policía y seguridad), el Reichsmarschall Hermann Göring (para la economía) y el Reichsminister Joachim von Ribbentrop (para asuntos exteriores). Los alemanes utilizaron a tropas búlgaras para ayudar en la ocupación, pero estuvieron en todo momento bajo control alemán. Las fuentes describen de diversas maneras el territorio como un estado títere, un protectorado, una "provincia administrativa especial". El comandante militar en Serbia tenía tropas de guarnición y destacamentos de policía alemanes muy limitados para mantener el orden, pero podía solicitar la ayuda de un cuerpo de tres divisiones de tropas de ocupación mal equipadas.
El comandante militar en Serbia nombró a dos gobiernos títeres civiles serbios para llevar a cabo tareas administrativas de acuerdo con la dirección y supervisión alemanas. El primero de ellos fue el Gobierno Comisionado, de corta duración, que se estableció el 30 de mayo de 1941. El Gobierno Comisionado fue una herramienta básica del régimen de ocupación, carente de poderes. A fines de julio de 1941, comenzó un levantamiento en el territorio ocupado, que rápidamente superó a la policía serbia y al aparato de seguridad alemanes, e incluso a la fuerza de infantería de la retaguardia. Para ayudar a sofocar la rebelión, que inicialmente involucró tanto a los partisanos yugoslavos dirigidos por los comunistas, como a los chetniks monárquicos, se estableció un segundo gobierno títere. El Gobierno de Salvación Nacional de Milán Nedić reemplazó al Gobierno Comisionado el 29 de agosto de 1941. Aunque gozó de cierto apoyo, el régimen era impopular entre la mayoría de los serbios. Sin embargo, esto no logró cambiar el rumbo, y los alemanes se vieron obligados a traer divisiones de primera línea desde Francia, Grecia e incluso del Frente Oriental para reprimir la revuelta. A partir de finales de septiembre de 1941, la Operación Uzice expulsó a los partisanos del territorio ocupado y, en diciembre, la Operación Mihailovic dispersó a los chetniks. La resistencia continuó a un nivel bajo hasta 1944, acompañada de frecuentes asesinatos como represalia, que durante algún tiempo implicó la ejecución de 100 rehenes por cada alemán muerto.
El régimen de Nedić no tenía estatus bajo el derecho internacional, no tenía poderes más allá de los otorgados por los alemanes, y era simplemente un instrumento del dominio alemán. Aunque las fuerzas alemanas asumieron el papel principal de la solución final en Serbia, y los alemanes monopolizaron la matanza de judíos, fueron activamente ayudados en ese papel por colaboradores serbios. El campo de concentración de Banjica en Belgrado estaba controlado conjuntamente por el régimen de Nedic y el ejército alemán. El único ámbito en el que la administración títere ejerció la iniciativa y logró el éxito fue en la recepción y atención de cientos de miles de refugiados serbios de otras partes de la dividida Yugoslavia. Durante la ocupación, el Banato fue una región autónoma, formalmente responsable ante los gobiernos títeres de Belgrado, pero en la práctica gobernada por su minoría Volksdeutsche (etnia alemana). Si bien el Gobierno Comisionado se limitó al uso de la policía, el gobierno de Nedić fue autorizado a convocar una fuerza armada, la Guardia Estatal Serbia, para imponer el orden, pero fueron puestos inmediatamente bajo el control del SS- und Polizeiführer, y esencialmente funcionó como auxiliares de los alemanes hasta la retirada alemana en octubre de 1944. 
Los alemanes también reclutaron varias otras fuerzas auxiliares locales para diversos fines dentro del territorio. Para asegurar las minas de Trepča y el ferrocarril Belgrado-Skopie, los alemanes hicieron un acuerdo con colaboradores albaneses en el extremo norte del actual Kosovo que resultó en la autonomía efectiva de la región del gobierno títere en Belgrado, que luego formalizó un tratado alemán. El Gobierno de Salvación Nacional actuó hasta la retirada alemana frente al Ejército Rojo, el Ejército Popular Búlgaro y la ofensiva partisana de Belgrado combinados. Durante la ocupación, las autoridades alemanas mataron a casi todos los judíos que residían en el territorio ocupado,[cita requerida] disparando a los hombres como parte de las represalias llevadas a cabo en 1941 y gaseando a las mujeres y los niños a principios de 1942 utilizando camiones. Después de la guerra, varios de los principales líderes alemanes y serbios en el territorio ocupado fueron juzgados y ejecutados por crímenes de guerra.

## Nombres
Si bien el nombre oficial del territorio era Territorio del Comandante Militar en Serbia, las fuentes se refieren a él utilizando una amplia variedad de términos:
| - "Estado residual serbio" controlado por Alemania - territorio controlado por los alemanes - Estado central serbio - "Protectorado alemán" - "Área protegida alemana" especial - la Serbia ocupado por los alemanes | - Serbia de Nedić (serbio: Недићева Србија / Nedićeva Srbija) - Serbia - Serbia-Banato - Serbia bajo la administración militar alemana - Serbia bajo ocupación alemana |

## Historia

### 1941

#### Invasión y partición
Artículo principal: Invasión de Yugoslavia

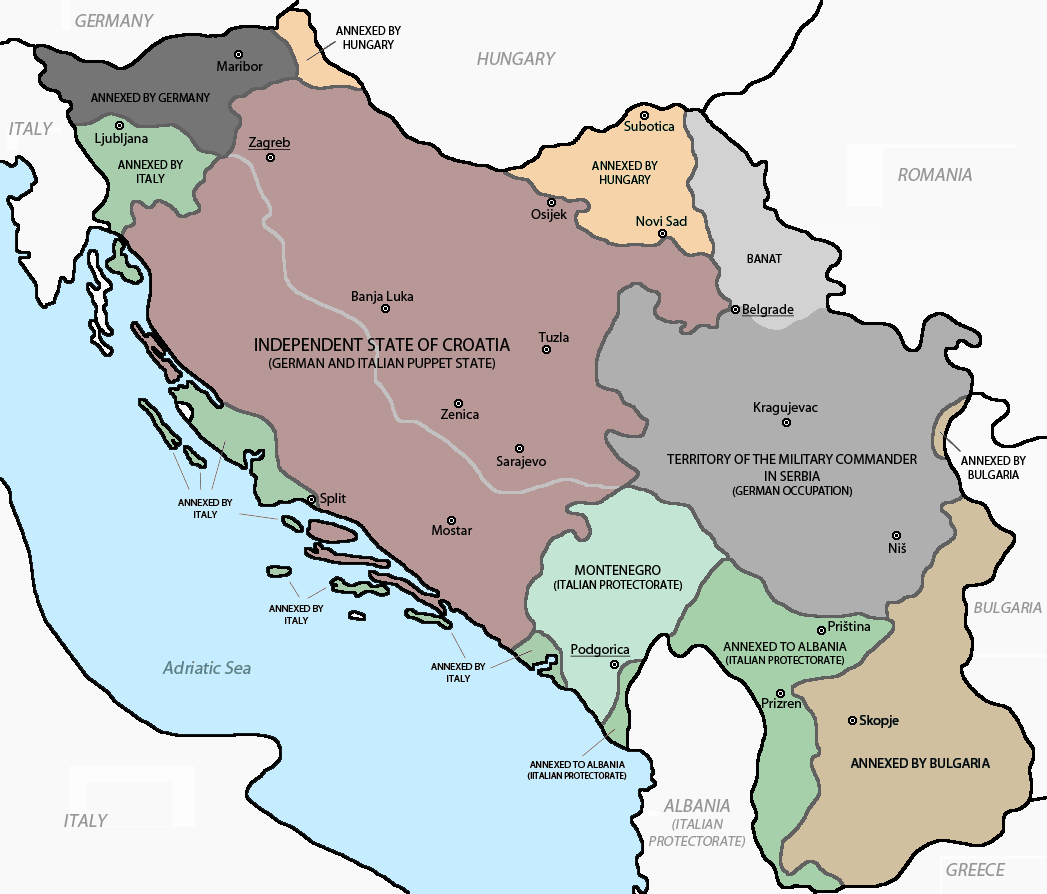
Mapa que muestra la ocupación y partición de Yugoslavia, 1941-43. Las áreas de color gris oscuro y claro en la frontera oriental muestran la extensión del territorio de Serbia ocupado por los alemanes.

En abril de 1941, Alemania y sus aliados invadieron y ocuparon el Reino de Yugoslavia, que luego fue dividido. Parte del territorio yugoslavo fue anexado por sus vecinos del Eje, Hungría, Bulgaria e Italia. Los alemanes diseñaron y apoyaron la creación de un estado títere, el Estado Independiente de Croacia (en croata: Nezavisna Država Hrvatska, NDH), que comprendía aproximadamente la mayor parte de la Banovina de Croacia antes de la guerra, junto con el resto de la actual Bosnia y Herzegovina y algún territorio adyacente. Los italianos, húngaros y búlgaros ocuparon otras partes del territorio yugoslavo. Alemania no se anexó ningún territorio yugoslavo, pero ocupó partes del norte de la actual Eslovenia y colocó tropas de ocupación en la mitad norte del NDH. La parte de Eslovenia ocupada por los alemanes se dividió en dos áreas administrativas que se colocaron bajo la administración de los Gauleiters de los vecinos Reichsgau de Carintia y el Reichsgau de Estiria.
El territorio restante, que consistía en la Serbia propiamente dicha, la parte de Kosovo del Norte (alrededor de Kosovska Mitrovica) y el Banato fue ocupado por los alemanes y puesto bajo la administración de un gobierno militar alemán. Esto se debió a las principales rutas de transporte ferroviario y fluvial que lo atravesaban, y sus valiosos recursos, en particular los metales no ferrosos. Algunas fuentes describen el territorio como un estado títere, o una "provincia administrativa especial", y otras fuentes lo describen como un gobierno títere. Una línea de demarcación, conocida como la "Línea de Viena", atravesaba Yugoslavia desde la frontera del Reich en el oeste hasta el punto donde las fronteras de la Serbia ocupada por los alemanes se encontraban con las fronteras de los territorios yugoslavos anexionados por Bulgaria y Albania. Al norte de la línea, los alemanes eran los que dominaban, y los italianos tenían la responsabilidad principal al sur de la línea.

#### Establecimiento del gobierno militar de ocupación
Véase también: Administración Militar (Alemania nazi)

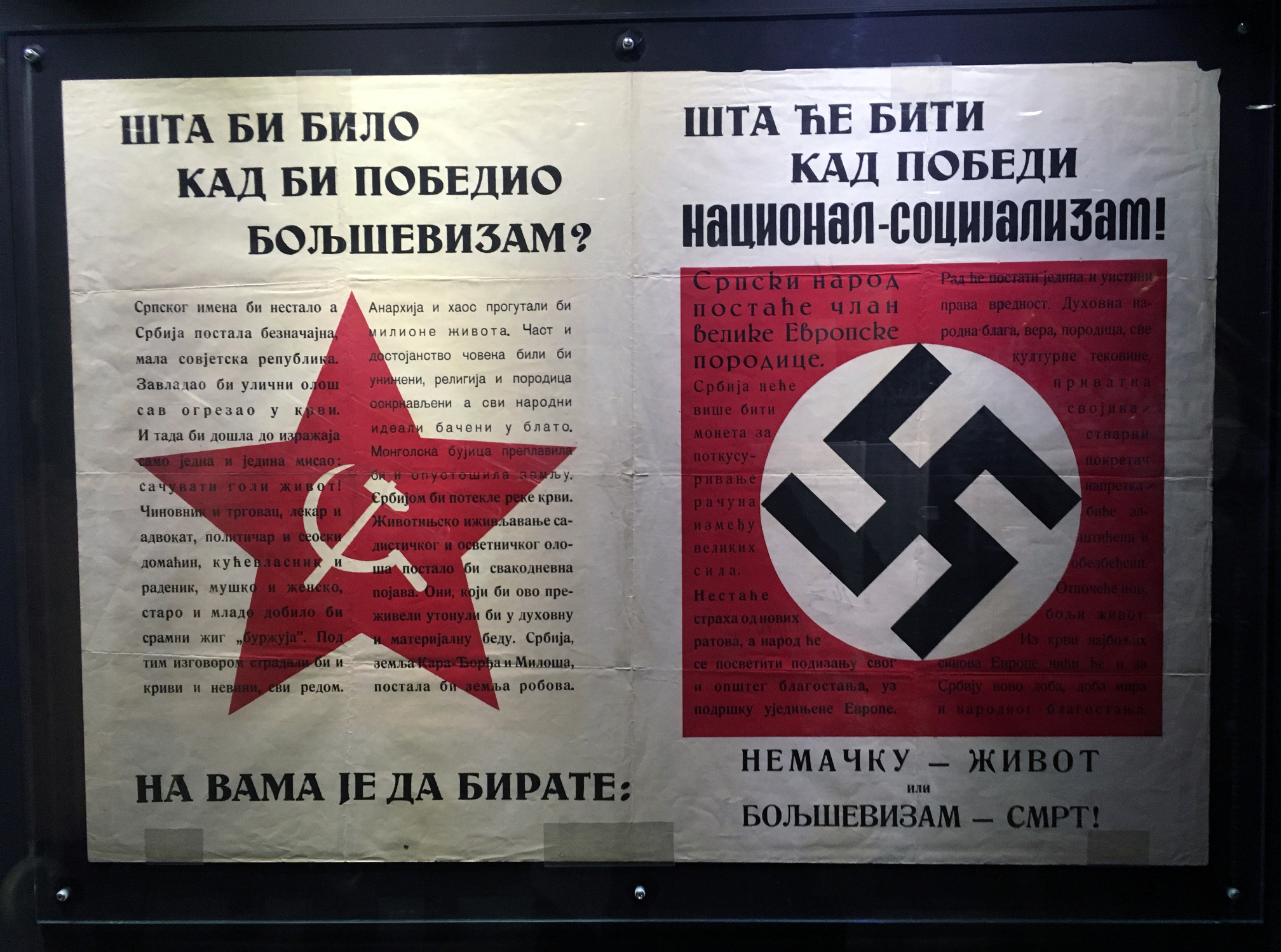
Un cartel de propaganda de la Serbia ocupada, que describe el posible futuro de Serbia si la Unión Soviética o la Alemania nazi ganaran.

Incluso antes de la rendición yugoslava, el Alto Mando del Ejército Alemán (en alemán: Oberkommando des Heeres, u OKH) había emitido una proclama a la población bajo ocupación alemana, detallando las leyes que se aplicaban a todo territorio ocupado por Alemania. Cuando los alemanes se retiraron del territorio yugoslavo que fue anexado u ocupado por sus socios del Eje, estas leyes se aplicaron solo a la parte de la Eslovenia moderna administrada por los dos Reichsgau y al territorio de Serbia ocupado por los alemanes. Este último territorio "fue ocupado directamente por las tropas alemanas y fue puesto bajo un gobierno militar". Los límites exactos del territorio ocupado se fijaron en una directiva emitida por Adolf Hitler el 12 de abril de 1941, que también dirigió la creación de la administración militar. Esta directiva fue seguida el 20 de abril de 1941 por órdenes emitidas por el Jefe del OKH que establecían a la comandancia militar en Serbia como el jefe del régimen de ocupación, responsable ante el Intendente General del OKH. Mientras tanto, el personal del gobierno militar se había reunido en Alemania y se habían detallado las funciones del Comandante Militar en Serbia. Estos incluían "salvaguardar las líneas ferroviarias entre Belgrado y Salónica y la ruta marítima del Danubio, ejecutar las órdenes económicas emitidas [por el Reichsmarschall Hermann Göring] y establecer y mantener la paz y el orden". A corto plazo, también fue responsable de proteger a un gran número de prisioneros de guerra yugoslavos y de salvaguardar las armas y municiones capturadas.
Para lograr esto, el estado mayor de la comandancia militar se dividió en ramas militares y administrativas, y se le asignó personal para formar cuatro mandos de área y una decena de mandos distritales, que respondían al Jefe del Estado Mayor administrativo, y el Estado Mayor militar asignó las tropas de los cuatro batallones de defensa locales en los mandos de la zona. El primer comandante militar en el territorio ocupado fue el General der Flieger Helmuth Förster, un oficial de la Luftwaffe, designado el 20 de abril de 1941, asistido por el jefe del personal administrativo, el SS-Brigadeführer y Consejero de Estado, Harald Turner. Fuera del personal de la comandancia militar, había varias figuras de alto nivel en Belgrado que representaban ramas no militares clave del gobierno alemán. Entre ellos se destacó el NSFK-Obergruppenführer, Franz Neuhausen, quien inicialmente fue designado por Göring como Plenipotenciario General para Asuntos Económicos en el territorio el 17 de abril. Otro fue el enviado Felix Benzler del Ministerio de Exteriores, designado por el Reichsminister Joachim von Ribbentrop, quien fue nombrado el 3 de mayo. Otra figura clave en la administración alemana inicial fue el SS-Standartenführer Wilhelm Fuchs, quien comandó el Einsatzgruppe Serbien, con personal del Sicherheitsdienst (Servicio de Seguridad, o SD) y la Sicherheitspolizei (Policía de Seguridad, o SiPo), el 64.° Batallón de Policía de Reserva y un destacamento de la Gestapo. Si bien era formalmente responsable ante Turner, Fuchs informaba directamente a sus superiores en Berlín. Las proclamas del Jefe del OKH en abril ordenaban severos castigos por actos de violencia o sabotaje, la entrega de todas las armas y transmisores de radio, restricciones a la comunicación, reuniones y protestas, y el requisito de aceptación de la moneda alemana, así como imponer el derecho penal alemán en el territorio.
En una señal de lo que vendría, al día siguiente de la capitulación de Yugoslavia, la 2.ª División SS Das Reich había ejecutado a 36 serbios en represalia por el asesinato de un miembro de esa formación. Tres días después, la aldea de Donji Dobrić, al este del río Drina, fue arrasada en respuesta al asesinato de un oficial alemán. El asesinato de las tropas alemanas después de la capitulación provocó una fuerte reacción del comandante del 2.° Ejército alemán, el General Maximilian von Weichs, quien ordenó que cada vez que se viera un grupo armado, los hombres en edad de luchar de esa zona fueran detenidos y fusilados y sus cuerpos colgados en público, a menos que pudieran demostrar que no tenían conexión con el grupo armado. También dirigió la toma de rehenes. El 19 de mayo, emitió un ominoso decreto en el que ordenaba que, a partir de ese momento, se fusilara a 100 serbios por cada soldado alemán que resultara herido en cualquier ataque serbio. Casi tan pronto como se aseguró el éxito de la invasión, todos los cuerpos y divisiones alemanas de primera línea comenzaron a retirarse de Yugoslavia para ser reacondicionados o asignados directamente al Frente Oriental.

#### Preparaciones del Partido Comunista
El 10 de abril, el Comité Central del Partido Comunista de Yugoslavia (en serbocroata latinizado: Komunistička partija Jugoslavije, KPJ) había designado un comité militar encabezado por su secretario general, Josip Broz Tito. Desde abril, el KPJ tenía una red clandestina en todo el país, incluidos los comités militares que se estaban preparando para tener la oportunidad de iniciar una revuelta. En mayo, el KPJ describió su política de "unidad y hermandad entre todos los pueblos de Yugoslavia, [y] lucha implacable contra los enemigos extranjeros y sus ayudantes domésticos como una cuestión de pura supervivencia". El 4 de junio, el comité militar recibió el título de Cuartel General de los Partisanos.

#### Primeras acciones de Draža Mihailović
A finales de abril, el coronel del ejército yugoslavo Draža Mihailović y un grupo de unos 80 soldados, que no habían seguido las órdenes de rendirse, cruzaron el río Drina hacia el territorio ocupado, tras haber marchado a través del país desde la zona de Doboj, en el norte de Bosnia. que ahora formaba parte del NDH. Al pasar cerca de Užice el 6 de mayo, el pequeño grupo fue rodeado y casi destruido por las tropas alemanas. Su fuerza se fragmentó, y cuando llegó a la aislada meseta montañosa de Ravna Gora, su grupo se había reducido a 34 oficiales y hombres. Al establecer vínculos con la población local y la tolerancia de la policía en el área, Mihailović creó un área relativamente segura en la que podría considerar sus acciones futuras. Poco después de llegar a Ravna Gora, las tropas de Mihailović tomaron el nombre de "Destacamentos Chetnik del Ejército Yugoslavo". A fines de mayo, Mihailović había decidido que adoptaría una estrategia a largo plazo destinada a controlar el mayor número posible de grupos armados en toda Yugoslavia, a fin de estar en condiciones de tomar el poder cuando los alemanes se retiraran o fueran derrotados.

#### Establecimiento del Gobierno Comisionado
Artículo principal: Gobierno Comisionado

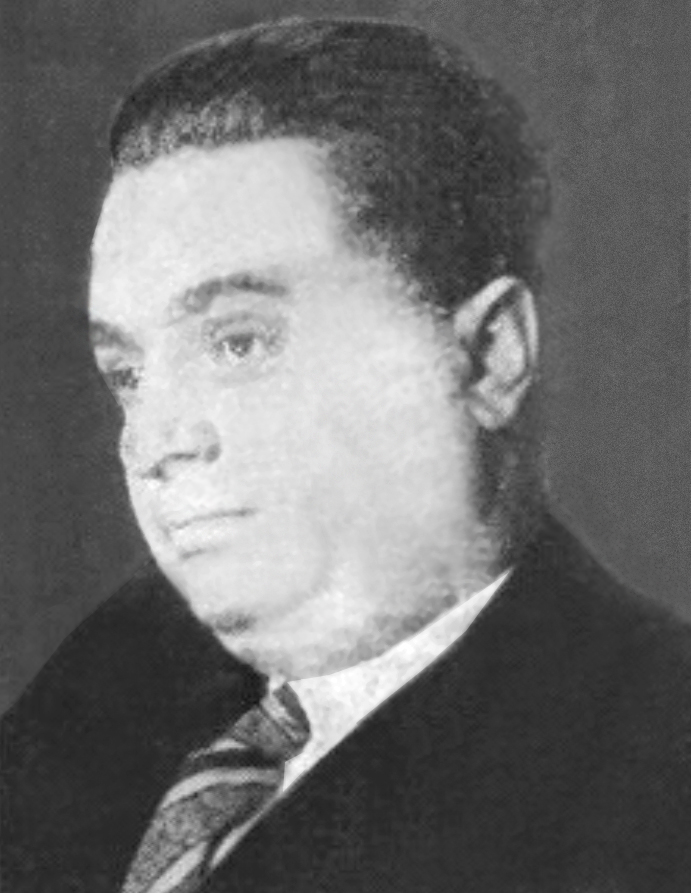
Milan Aćimović fue elegido por los alemanes para dirigir el efímero gobierno comisionado.

Hitler había considerado brevemente borrar toda existencia de un estado serbio, pero esta idea fue rápidamente abandonada y comenzó la búsqueda de un serbio adecuado para liderar un régimen colaboracionista. Se consideró la posibilidad de nombrar al ex primer ministro yugoslavo Dragiša Cvetković, al exministro de Relaciones Exteriores yugoslavo Aleksandar Cincar-Marković, al exministro yugoslavo de Asuntos Internos Milan Aćimović, presidente de la 'cuasi-fascista' Organización Laboral Militante Unida (en serbio latinizado: Združena borbena organizacija rada, o Zbor) Dimitrije Ljotić, y el jefe de policía de Belgrado, Dragomir Jovanović. Förster se decidió por Aćimović, quien formó su Gobierno Comisionado (en serbio latinizado: Komesarska vlada) el 30 de mayo de 1941, compuesto por diez comisionados. Evitaba a Ljotić porque creía que tenía una "dudosa reputación entre los serbios". Aćimović era virulentamente anticomunista y había estado en contacto con la policía alemana antes de la guerra. Los otros nueve comisionados eran Steven Ivanić, Momčilo Janković, Risto Jojić, Stanislav Josifović, Lazo M. Kostić, Dušan Letica, Dušan Pantić, Jevrem Protić y Milisav Vasiljević, y un comisionado estaba a cargo de cada uno de los antiguos ministerios yugoslavos, excepto el Ministerio del Ejército y la Armada que fue abolido. Varios de los comisionados habían ocupado cargos ministeriales en el gobierno yugoslavo de antes de la guerra, e Ivanić y Vasiljević estaban estrechamente vinculados a Zbor. El Comisionado de Gobierno era "una administración serbia de bajo nivel [...] bajo el control de Turner y Neuhausen, como un simple instrumento del régimen de ocupación", que "carecía de cualquier apariencia de poder". Poco después de la formación de la administración Aćimović, Mihailović envió a un oficial subalterno a Belgrado para informar a Ljotić de su progreso y asegurarle que no tenía planes de atacar a los alemanes.
Una de las primeras tareas de la administración fue llevar a cabo las órdenes de Turner para el registro de todos los judíos y romaníes en el territorio ocupado y la implementación de severas restricciones a sus actividades. Si bien la implementación de estas órdenes fue supervisada por el gobierno militar alemán, Aćimović y su Ministerio del Interior fueron responsables de llevarlas a cabo. El medio principal para llevar a cabo esas tareas era la policía serbia, que se basaba en elementos de las unidades de la antigua policía yugoslava que permanecían en el territorio, los regimientos Drinski y Dunavski. El jefe interino de la policía serbia era el coronel Jovan Trišić.
Durante mayo de 1941, Förster emitió numerosas órdenes, que incluían un requisito para el registro de todo el equipo de impresión, restricciones a la prensa, funcionamiento de teatros y otros lugares de entretenimiento y la reanudación de la producción. También disolvió el Banco Nacional de Yugoslavia y estableció el Banco Nacional de Serbia para reemplazarlo. A mediados de mayo, la administración de Aćimović emitió una declaración en el sentido de que el pueblo serbio quería "una cooperación sincera y leal con su gran vecino, el pueblo alemán". La mayoría de los administradores locales en los condados y distritos que antes eran yugoslavos permanecieron en el lugar, y la administración militar alemana colocó a sus propios administradores en cada nivel para supervisar a las autoridades locales. Posteriormente, Förster fue transferido al mando del Fliegerkorps I, y el 2 de junio fue sucedido por el General der Flakartillerie Ludwig von Schröder, otro oficial de la Luftwaffe. El 9 de junio, el comandante del 12.º Ejército, el Generalfeldmarschall Wilhelm List, fue nombrado Comandante en Jefe de la Wehrmacht en el sudeste de Europa. Tres comandantes territoriales le reportaron directamente; Schröder, el comandante militar en el área de Salónica-Egeo y el comandante militar en el sur de Grecia. Después de la retirada de todas las formaciones de primera línea de Yugoslavia, las únicas formaciones de primera línea que quedaron bajo el control del cuartel general de List en Salónica fueron; el Cuartel General del XVIII Cuerpo de Ejército del General der Gebirgstruppe Franz Böhme, la 5.ª División de Montaña en Creta, la 6.ª División de Montaña en la región del Ática alrededor de Atenas, y la 164.ª División de Infantería y el 125.º Regimiento de Infantería en Salónica y en las islas del Egeo.

#### Tropas de ocupación alemanas iniciales

##### Comandante militar en Serbia
Desde su cuartel general en Belgrado, Schröder controlaba directamente cuatro batallones de defensa local (en alemán: Landesschützen) mal equipados, formados por hombres de mayor edad. A finales de junio, se desplegaron de la siguiente manera:
- 266.° Batallón Landesschützen, con sede en Užice en el oeste.
- 562.° Batallón Landesschützen, con sede en Belgrado.
- 592.° Batallón Landesschützen, con sede en Pančevo en el sur del Banato.
- 920.° Batallón Landesschützen, con sede en Niš en el sur.

Estas fuerzas de ocupación se complementaron con una serie de elementos, incluido el 64.° Batallón de Reserva de Policía de la Ordnungspolizei (Policía del Orden, OrPo), un regimiento de ingenieros formado por un batallón pionero, una columna puente y un batallón de construcción, y varias unidades de policía militar, que comprendía una compañía de la Feldgendarmerie (Policía Militar), un grupo de la Geheime Feldpolizei (policía secreta de campo) y una unidad de procesamiento de prisioneros de guerra. La fuerza de ocupación también contó con el apoyo de un hospital militar y ambulancias, un hospital veterinario y ambulancias, una columna de transporte general y unidades logísticas.
El jefe del personal administrativo militar era responsable de la dotación de personal de los cuatro comandos de área y nueve comandos de distrito en el territorio ocupado. A finales de junio de 1941, estos comprendían:
Mandos de Área
| - Mando de Área n.º 599 en Belgrado - Mando de Área n.º 610 en Pančevo | - Mando de Área n.º 809 en Niš - Mando de Área n.º 816 en Užice |

Mandos de Distrito
| - Mando de distrito n.º 823 en Petrovgrad (hoy Zrenjanin) - Mando de distrito n.º 832 en Kragujevac - Mando de distrito n.º 833 en Kruševac - Mando de distrito n.º 834 en Belgrado - Mando de Distrito n.º 838 en Zemun (Semlin en alemán) | - Mando de distrito n.º 847 en Šabac - Mando de distrito n.º 857 en Zaječar - Mando de distrito n.º 861 en Kosovska Mitrovica - Mando de distrito n.º en 867 en Leskovac |

##### LXV Cuerpo ZbV

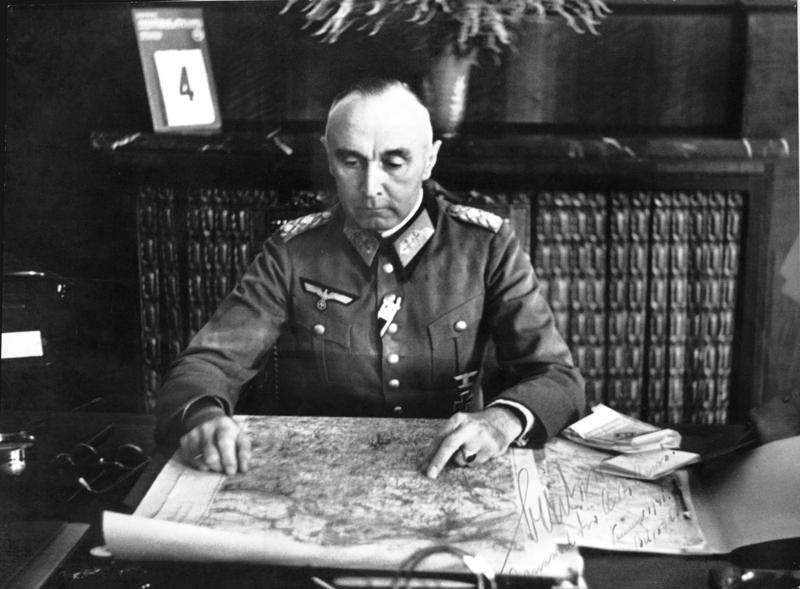
El General der Artillerie Paul Bader comandó el LXV Cuerpo ZbV que comprendía las principales tropas de ocupación alemanas dentro del territorio ocupado por los alemanes de Serbia y el NDH.

Además de las tropas de ocupación comandadas directamente por Schröder, en junio de 1941 la Wehrmacht desplegó el cuartel general del LXV Cuerpo ZbV en Belgrado para comandar cuatro divisiones de ocupación mal equipadas, bajo el control del General der Artillerie Paul Bader. La 714.ª División de Infantería y la 717.ª División de Infantería se desplegaron en el territorio ocupado, y la 718.ª División de Infantería se desplegó en las partes adyacentes del NDH.
Las tres divisiones de ocupación se habían formado durante la primavera de 1941, como parte de la 15.ª ola de reclutamiento del ejército alemán. La 704.ª se levantó del distrito militar de Dresde, la 714.ª de Königsberg y la 717.ª de Salzburgo. Las divisiones de la 15.ª ola consistían en solo dos regimientos de infantería, uno menos que las divisiones de primera línea, y cada regimiento comprendía tres batallones de cuatro compañías cada uno. Cada compañía estaba equipada con un solo mortero ligero, en lugar de los tres habituales. Los brazos de apoyo de estas divisiones, como los elementos de ingenieros y de comunicaciones, eran solo del tamaño de una compañía, en lugar de los elementos de fuerza de batallón incluidos en las formaciones de primera línea. Sus elementos de apoyo no incluían morteros medianos, ametralladoras medianas ni cañones antitanque o de infantería. Incluso su artillería se limitaba a un batallón de tres baterías de cuatro cañones cada una, en lugar de un regimiento completo, y las divisiones estaban escasas en todos los aspectos del transporte motorizado, incluidos los neumáticos de repuesto.
A fines de junio, la sede de Bader se había establecido en Belgrado y las tres divisiones en el territorio ocupado se desplegaron de la siguiente manera:
- La 70.ª División de Infantería, comandada por el Generalmajor Heinrich Borowski, con sede en Valjevo en el oeste.
- La 714.ª División de Infantería, comandada por el Generalmajor Friedrich Stahl, con sede en Topola aproximadamente en el centro del territorio.
- La 717.ª División de Infantería, comandada por el Generalmajor Paul Hoffmann, con sede en Niš.

El estado del mando de Bader era que el comandante militar en Serbia podía ordenarle que emprendiera operaciones contra los rebeldes, pero no podía actuar de otro modo como superior de Bader. El mando de Bader también incluía la 12.ª Compañía Panzer zbV, inicialmente equipada con unas 30 tanquetas Renault FT yugoslavas capturadas, y un batallón de comunicaciones motorizadas. Los cuatro batallones Landesschützen se quedaron muy por debajo del número necesario para las tareas de vigilancia en todo el territorio, que incluían; puentes, fábricas, minas, depósitos de armas capturadas y embarcaciones en el Danubio. En consecuencia, los batallones de las divisiones de ocupación recibieron muchas de estas tareas y, en algunos casos, fueron estacionados a 120 kilómetros de distancia, unidos por carreteras en mal estado y obstaculizados por la falta de transporte.

#### Dificultades de la administración Aćimović
Si bien los comisionados tenían bastante experiencia en sus áreas de cartera o en la política o la administración pública en general, la propia administración de Aćimović se encontraba en una posición extremadamente difícil porque carecía de poder para gobernar realmente. Las tres tareas principales de la administración de Aćimović eran asegurar la aquiescencia de la población a la ocupación alemana, ayudar a restablecer los servicios e "identificar y eliminar a los indeseables de los servicios públicos". Los refugiados que escapaban de la persecución en el Estado Independiente de Croacia y otros que huían de la Macedonia anexionada por Bulgaria, Kosovo y Bačka y Baranja ocupadas por Hungría habían comenzado a inundar el territorio.
A finales de junio de 1941, la administración Aćimović emitió una ordenanza sobre la administración del Banato que esencialmente convirtió a la región en una unidad administrativa civil separada bajo el control del Volksdeutsche local bajo el liderazgo de Sepp Janko. Si bien el Banato estaba formalmente bajo la jurisdicción de la administración Aćimović, en términos prácticos era en gran parte autónomo de Belgrado y bajo la dirección del gobierno militar a través del comando del área militar en Pančevo.

#### Comienzo de la resistencia
Véase también: Alzamiento de Serbia (1941)
A principios de julio de 1941, poco después del lanzamiento de la Operación Barbarroja contra la Unión Soviética, comenzó la resistencia armada contra las autoridades alemanas y Aćimović. Esta fue una respuesta a los llamamientos tanto de Iósif Stalin como de la Internacional Comunista para que las organizaciones comunistas de la Europa ocupada concentraran la atención de las tropas alemanas del Frente Oriental, y siguió a una reunión del Comité Central del Partido Comunista Yugoslavo en Belgrado el 4 de julio. Esta reunión resolvió cambiar a un levantamiento general, formar destacamentos de combatientes y comenzar la resistencia armada, y llamar a la población a levantarse contra los ocupantes en toda Yugoslavia. Esto también coincidió con la partida de la última fuerza de invasión alemana que había quedado para supervisar la transición a la ocupación. De la aparición de carteles y panfletos instando a la población a realizar sabotajes, rápidamente se convirtió en un intento de sabotaje real de las instalaciones de propaganda alemanas y de las líneas ferroviarias y telefónicas. Los primeros enfrentamientos se produjeron en la aldea de Bela Crkva el 7 de julio, cuando los policías intentaron dispersar una reunión pública y dos policías resultaron muertos. Al final de la primera semana de julio, List solicitó a la Luftwaffe que trasladara una escuela de formación al territorio, ya que no había unidades operativas disponibles. Poco después, las estaciones de policía y las patrullas fueron atacadas y se dispararon contra vehículos alemanes. Los grupos armados aparecieron por primera vez en el distrito de Aranđelovac, al noroeste de Topola.
El 10 de julio, se reorganizó la administración de Aćimović, con Ranislav Avramović reemplazando a Kostić en la cartera de transporte, Budimir Cvijanović reemplazando a Protić en el área de alimentación y agricultura, y Velibor Jonić asumiendo la cartera de educación de Jojić.
A mediados de julio, Mihailović envió al teniente Neško Nedić a reunirse con un representante de Aćimović para asegurarse de que sabía que las fuerzas de Mihailović no tenían nada que ver con el "terror comunista". Luego, los alemanes alentaron a Aćimović a llegar a un acuerdo con Mihailović, pero Mihailović se negó. Sin embargo, ni los alemanes ni Aćimović tomaron medidas efectivas contra Mihailović durante el verano. El 17 de julio, el personal del Einsatzgruppe Serbien se distribuyó entre los cuatro mandos de área como "asesores de seguridad". Al día siguiente, el Generalmajor Adalbert Lontschar, comandante del 724.º Regimiento de Infantería de la 704.ª División de Infantería, viajaba desde Valjevo cuando su vehículo fue disparado cerca de la aldea de Razna, hiriendo a un ocupante. En respuesta, el mando del distrito ejecutó a 52 judíos, comunistas y otros, con la ayuda de la policía serbia y el Einsatzgruppe Serbien. También en julio, el gobierno militar alemán ordenó a los representantes de la comunidad judía suministrar cada semana 40 rehenes que serían ejecutados como represalia por los ataques contra la Wehrmacht y la policía alemana. Posteriormente, cuando se anunciaron asesinatos de rehenes en represalia, la mayoría se refirió al asesinato de "comunistas y judíos".
A finales de julio, Schröder murió tras resultar herido en un accidente aéreo. Cuando el nuevo comandante militar alemán en Serbia, el General der Flieger de la Luftwaffe Heinrich Danckelmann, no pudo obtener más tropas o policías alemanes para reprimir la revuelta, tuvo que considerar todas las opciones disponibles. Como se le había dicho a Danckelmann que utilizara las fuerzas disponibles de la manera más despiadada posible, Turner sugirió que Danckelmann fortaleciera la administración Aćimović para que pudiera someter la rebelión en sí. Los alemanes consideraban que la administración de Aćimović era incompetente y, a mediados de julio, ya estaban discutiendo la sustitución de Aćimović. El 29 de julio, en represalia por un incendio provocado en el transporte alemán en Belgrado por un joven judío de 16 años, el Einsatzgruppe Serbien ejecutó a 100 judíos y 22 comunistas. En agosto, alrededor de 100.000 serbios habían entrado en el territorio ocupado desde el NDH, huyendo de la persecución de la Ustacha. A ellos se unieron más de 37.000 refugiados de Bačka y Baranya, ocupadas por Hungría, y 20.000 de la Macedonia anexada por Bulgaria. A finales de julio, se enviaron dos batallones del 721.º Regimiento de la 704.ª División de Infantería para reprimir a los rebeldes en la región del Banato, que habían destruido grandes almacenes de trigo en el distrito de Petrovgrad. Tales intervenciones no tuvieron éxito, ya que las divisiones de ocupación carecían de movilidad y entrenamiento para la contrainsurgencia.
El 4 de agosto, Danckelmann solicitó que el OKW reforzara su administración con dos batallones de policía adicionales y otros 200 miembros del personal de seguridad del SD. Esto fue rechazado debido a las necesidades del Frente Oriental, pero antes de recibir una respuesta, había solicitado un batallón Landesschützen adicional y le había pedido a List una división adicional. List había apoyado las solicitudes de más batallones Landesschützen, por lo que el 9 de agosto el OKH autorizó el reclutamiento de dos compañías adicionales para el 562.º Batallón Landesschützen con sede en Belgrado. El 11 de agosto, incapaz de obtener refuerzos significativos de otros lugares, Danckelmann ordenó a Bader que sofocara la revuelta, y dos días después Bader emitió órdenes a tal efecto.

#### Llamamiento a la nación serbia
En respuesta a la revuelta, el gobierno de Aćimović alentó a 545 o 546 serbios prominentes e influyentes a firmar el Llamamiento a la Nación Serbia, que se publicó en el periódico Novo vreme de Belgrado, autorizado por Alemania, los días 13 y 14 de agosto. Los que firmaron incluyeron a tres obispos ortodoxos serbios, cuatro arcipreste y al menos 81 profesores de la Universidad de Belgrado, aunque según el historiador Stevan K. Pavlowitch, muchos de los firmantes fueron presionados para firmar. El llamamiento pedía a la población serbia que ayudara a las autoridades en todos los sentidos en su lucha contra los rebeldes comunistas, y pedía lealtad a los nazis, condenando la resistencia liderada por los partisanos como antipatriótica. El Colegio de Abogados de Serbia apoyó por unanimidad la apelación. Aćimović también ordenó que las esposas de los comunistas y sus hijos mayores de 16 años fueran arrestados y retenidos, y los alemanes quemaron sus casas e impusieron toques de queda.

#### Intensificación de la resistencia

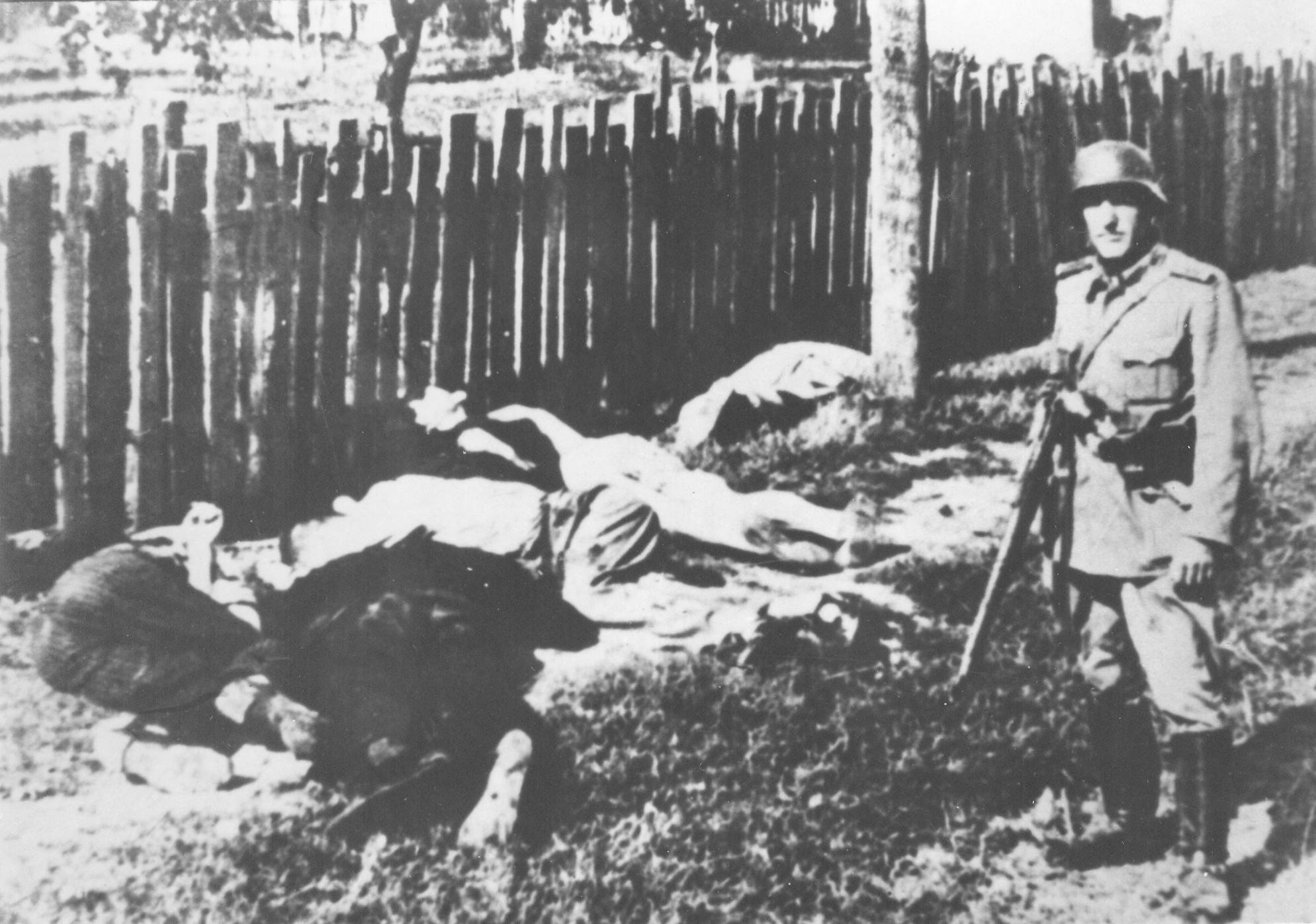
En agosto de 1941, el pueblo de Skela fue destruido en represalia después de que un funcionario alemán fuera asesinado.

El 13 de agosto, Bader renegó de la promesa de Danckelmann de permitir que el Gobierno Comisionado mantuviera el control de la policía serbia y ordenó que se reorganizaran en unidades de 50 a 100 hombres bajo la dirección de los comandantes alemanes locales. También ordenó a los tres comandantes de división que sus batallones formaran Jagdkommandos, "equipos de cazadores" móviles y ligeramente armados, incorporando elementos del Einsatzgruppe Serbien y la policía. Al día siguiente, la administración de Aćimović hizo un llamamiento a los rebeldes para que regresaran a sus hogares y anunció recompensas por el asesinato de los rebeldes y sus líderes.
La administración de Aćimović había sufrido 246 ataques entre el 1 de julio y el 15 de agosto, matando a 82 rebeldes por la pérdida de 26. Los alemanes comenzaron a disparar contra los rehenes y quemar aldeas en respuesta a los ataques. El 17 de agosto, una compañía del 724.º Regimiento de Infantería de la 704.ª División de Infantería mató a 15 comunistas en combates cerca de Užice, luego disparó a otros 23 que detuvieron bajo sospecha de que estaban traficando provisiones a comunistas internados. Los cuerpos de 19 de los hombres ejecutados fueron colgados en la estación de tren de Užice. A finales de agosto, se ordenó al 433.º Regimiento de Infantería de la 164.ª División de Infantería con sede en Salónica que destacara un batallón al mando de Bader. Durante agosto, hubo 242 ataques contra la administración y la policía de Serbia, así como contra líneas ferroviarias, cables telefónicos, minas y fábricas. La línea ferroviaria Belgrado-Užice-Ćuprija-Paraćin-Zaječar fue la más afectada. Una señal de la rápida escalada de la revuelta fue que 135 de los ataques ocurrieron en los últimos 10 días del mes. Las propias tropas alemanas habían perdido 22 muertos y 17 heridos. A finales de mes, el número de comunistas y judíos fusilados o ahorcados había llegado a 1.000. El número de partisanos en el territorio había aumentado a alrededor de 14.000 en agosto.
Para fortalecer al gobierno títere, Danckelmann quería encontrar un serbio que fuera a la vez conocido y muy respetado por la población que pudiera levantar algún tipo de fuerza armada serbia y que estuviera dispuesto a usarla sin piedad contra los rebeldes mientras permanecía bajo el control total alemán. control. Estas ideas finalmente dieron como resultado el reemplazo de toda la administración Aćimović a fines de agosto de 1941.

#### Formación del Gobierno de Salvación Nacional
Artículo principal: Gobierno de Salvación Nacional de Serbia

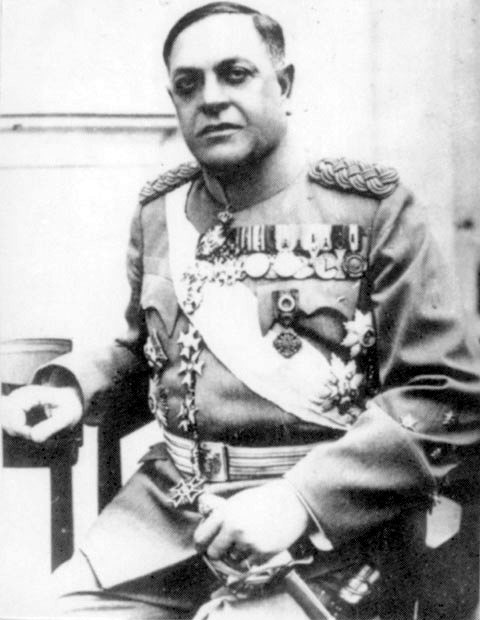
Las autoridades alemanas nombraron al General Milan Nedić para dirigir el nuevo gobierno títere.

En respuesta a una solicitud de Benzler, el Ministerio de Asuntos Exteriores envió al SS-Standartenführer Edmund Veesenmayer para brindar asistencia en el establecimiento de un nuevo gobierno títere que cumpliera con los requisitos alemanes. Cinco meses antes, Veesenmayer había diseñado la proclamación del NDH. Veesenmayer participó en una serie de consultas con comandantes y oficiales alemanes en Belgrado, entrevistó a varios posibles candidatos para liderar el nuevo gobierno títere y luego seleccionó al exministro yugoslavo del Ejército y la Marina, el general Milan Nedić, como el mejor disponible. Los alemanes tuvieron que ejercer una presión significativa sobre Nedić para alentarlo a aceptar el puesto, incluidas amenazas de traer tropas búlgaras y húngaras al territorio ocupado y enviarlo a Alemania como prisionero de guerra. A diferencia de la mayoría de los generales yugoslavos, Nedić no había sido internado en Alemania después de la capitulación, sino que había sido puesto bajo arresto domiciliario en Belgrado.
El 27 de agosto de 1941, unos setenta y cinco prominentes serbios convocaron una reunión en Belgrado donde resolvieron que Nedić debería formar un Gobierno de Salvación Nacional (en serbio cirílico: Влада Националног Спаса, en serbio latinizado: Vlada Nacionalnog Spasa) para reemplazar al Gobierno Comisionado, y el mismo día, Nedić escribió a Danckelmann accediendo a convertirse en Primer Ministro del nuevo gobierno sobre la base de cinco condiciones y algunas concesiones adicionales. Dos días después, las autoridades alemanas nombraron a Nedić y su gobierno, aunque el poder real siguió residiendo en los ocupantes alemanes. No hay constancia escrita de si Danckelmann aceptó las condiciones de Nedić, pero hizo algunas de las concesiones solicitadas, incluido el permitir el uso de emblemas nacionales y estatales serbios por parte del gobierno de Nedić. El Consejo de Ministros estuvo integrado por Nedić, Aćimović, Janković, Ognjen Kuzmanović, Josif Kostić, Panta Draškić, Ljubiša Mikić, Čedomir Marjanović, Miloš Radosavljević, Mihailo Olćan, Miloš Trivunac y Jovan. Los ministros se dividieron en tres grandes grupos; los asociados estrechamente con Nedić, aliados de Ljotić y Aćimović. No había canciller ni ministro del Ejército y la Marina. El propio régimen de Nedić "no tenía estatus bajo el derecho internacional, y ningún poder más allá del delegado por los alemanes", y "era simplemente un órgano auxiliar del régimen de ocupación alemán".
El gobierno de Nedić fue designado en un momento en que la resistencia se intensificaba rápidamente. Solo el 31 de agosto, hubo 18 ataques contra estaciones y líneas ferroviarias en todo el territorio. El 31 de agosto, la ciudad de Loznica fue capturada por el Destacamento Jadar Chetnik como parte de un acuerdo de cooperación mutua firmado con los partisanos. List se sorprendió por el nombramiento de Nedić, ya que no había sido consultado. El hecho consumado fue aceptado, aunque mantuvo algunas reservas. El 1 de septiembre, dio órdenes a Danckelmann y Bader para la supresión de la revuelta, pero no compartió el optimismo de Danckelmann sobre la capacidad de Nedić para reprimir la rebelión.
El gobierno de Nedić aparentemente tenía una política de mantener tranquila a Serbia para evitar que se derramara sangre serbia. El régimen cumplió fielmente las demandas alemanas, con el objetivo de asegurar un lugar para Serbia en el Nuevo Orden Europeo creado por los nazis. La propaganda utilizada por el régimen de Nedić etiquetó a Nedić como el "padre de Serbia", que estaba reconstruyendo Serbia y que había aceptado su papel para salvar la nación. Las instituciones que fueron formadas por el gobierno de Nedić eran similares a las de la Alemania nazi, mientras que los documentos firmados por Milan Nedić usaban terminología racista que fue tomada de la ideología nacionalsocialista. La propaganda glorificó a la "raza" serbia, aceptando su "arianidad" y determinó lo que debería ser el "espacio vital" serbio. Instó a los jóvenes a seguir a Nedić en la construcción del Nuevo Orden en Serbia y Europa. Nedić pretendía asegurar al público que la guerra había terminado para Serbia en abril de 1941. Percibió su tiempo como "después de la guerra", es decir, como un tiempo de paz, progreso y serenidad. Nedić afirmó que todos los actos de su gobierno fueron habilitados por los ocupantes, a quienes la gente debería estar agradecida por la vida asegurada y el "lugar honorable de los asociados en la construcción del nuevo mundo".
Nedić esperaba que su colaboración salvaría lo que quedaba de Serbia y evitaría la destrucción total por las represalias nazis. Él personalmente se mantuvo en contacto con el rey Pedro exiliado de Yugoslavia, asegurándole al rey que no era otro Pavelić (el líder de la Ustaše croata), y los defensores de Nedić afirmaron que era como Philippe Pétain de la Francia de Vichy (quien se decía que había defendido a los franceses personas mientras aceptaba la ocupación), y negó que estuviera liderando un régimen quisling.

#### Crisis

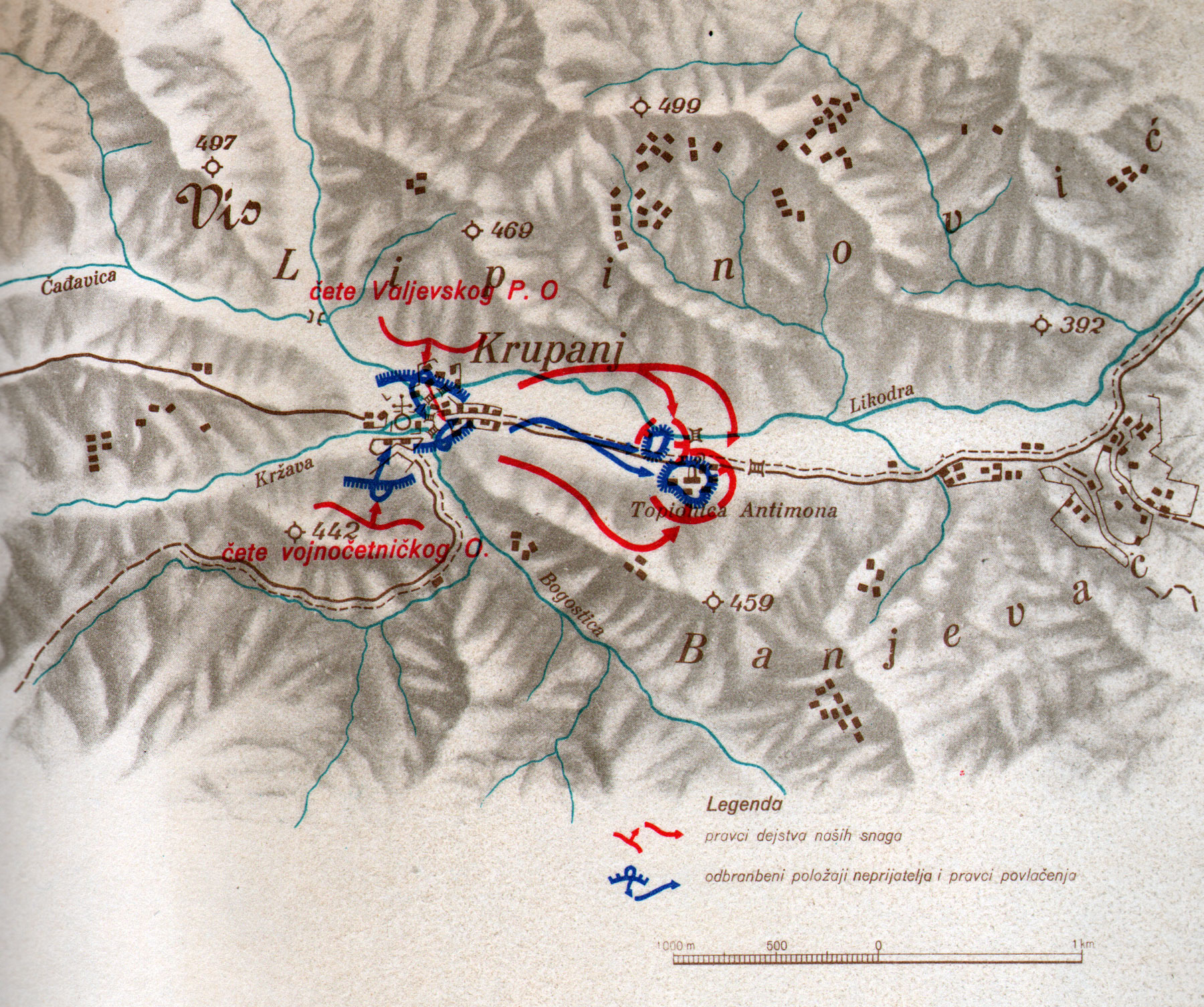
La captura de Krupanj fue un punto de inflexión en el alzamiento.

Poco después del nombramiento del régimen de Nedić, la insurgencia alcanzó un punto crítico. A principios de septiembre, la zona al norte de Valjevo, entre los ríos Drina y Sava, era el centro de actividad de grupos insurgentes bien armados y dirigidos. Se formaron seis compañías contra francotiradores que tenían como objetivo a las tropas alemanas y la policía serbia en la zona. Una de las compañías fue rodeada y aislada en Koviljača, al suroeste de Loznica, a orillas del Drina, y tuvo que ser evacuada por aire. Pero la situación alemana empeoró gravemente cuando la guarnición de las fábricas de antimonio en Krupanj fue aislada el 1 de septiembre. Durante el día siguiente, los puestos periféricos de la 10.ª y la 11.ª compañías del 724.º Regimiento de Infantería de la 704.ª División de Infantería fueron empujados a Krupanj por ataques insurgentes. Los rebeldes exigieron que la guarnición se rindiera, y cuando expiró el plazo, lanzaron una serie de ataques contra las principales posiciones de ambas compañías entre las 00:30 y las 06:00 horas del día 3 de septiembre. Esa noche, ambas compañías se dieron cuenta de que estaban en peligro de ser sobrepasadas e intentaron escapar del cerco al día siguiente. De la 10.ª Compañía, solo 36 hombres pudieron llegar a Valjevo, y 42 hombres estaban desaparecidos de la 11.ª Compañía. En total, a pesar del apoyo aéreo, las dos compañías sufrieron nueve muertos, 30 heridos y 175 desaparecidos.

#### Llegada de refuerzos
El 14 de septiembre, el OKH finalmente aceptó la solicitud de refuerzo de List. La 342.ª División de Infantería recibió la orden de retirarse de Francia, y el I Batallón del 202.º Regimiento Panzer de la 100.ª Brigada Panzer, equipado con tanques franceses Somua S-35 y Hotchkiss H35 capturados, también fue transferido al mando de Bader.

#### Operación Mačva
La 342.ª División de Infantería inició su primera gran operación a finales de septiembre en la región de Moesia, al oeste de Šabac, entre los ríos Drina y Sava. El área objetivo era de aproximadamente 600 kilómetros cuadrados de tamaño. La primera fase de la operación fue la limpieza de Šabac del 24 al 27 de septiembre, para lo cual la división fue reforzada por el II/750.º Regimiento de Infantería de la 718.ª División de Infantería y por una compañía del 64.º Batallón de Reserva de Policía. La segunda fase implicó la limpieza del área más amplia del 28 de septiembre al 9 de octubre, con el apoyo de reconocimiento aéreo, con apoyo limitado de bombarderos en picado también disponible.

#### Operación Cer
La operación Mačva fue seguida inmediatamente por una operación destinada a expulsar a los insurgentes de la zona de los montes Cer. Del 10 al 15 de octubre, la 342.ª División de Infantería llevó a cabo una operación más selectiva alrededor de los montes Cer, a donde los insurgentes objetivo de la operación Mačva se habían retirado. Durante esta operación, la división se reforzó aún más con la mayoría de los tanques franceses capturados del I/202.º Regimiento Panzer.

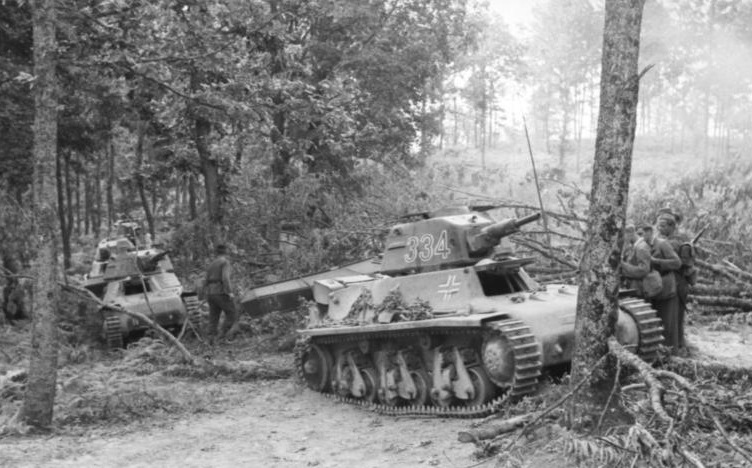
Varios tanques Panzerkampfwagen 38H 735 (f) del I Batallón, 202.º Regimiento Panzer que operaban en áreas boscosas a finales de 1941.

#### Operación Jadar
Después de unos días de descanso, los días 19 y 20 de octubre, la 342.ª División de Infantería llevó a cabo su tercera gran operación, destinada a limpiar la región de Jadar y el principal centro de actividad insurgente en esa zona, Krupanj. Retuvo el apoyo de dos compañías Panzer y tenía apoyo de fuego disponible de los barcos patrulleros húngaros de su Flotilla del Danubio.

#### Conflictos con la resistencia
Véase también: República de Užice y Operación Uzice

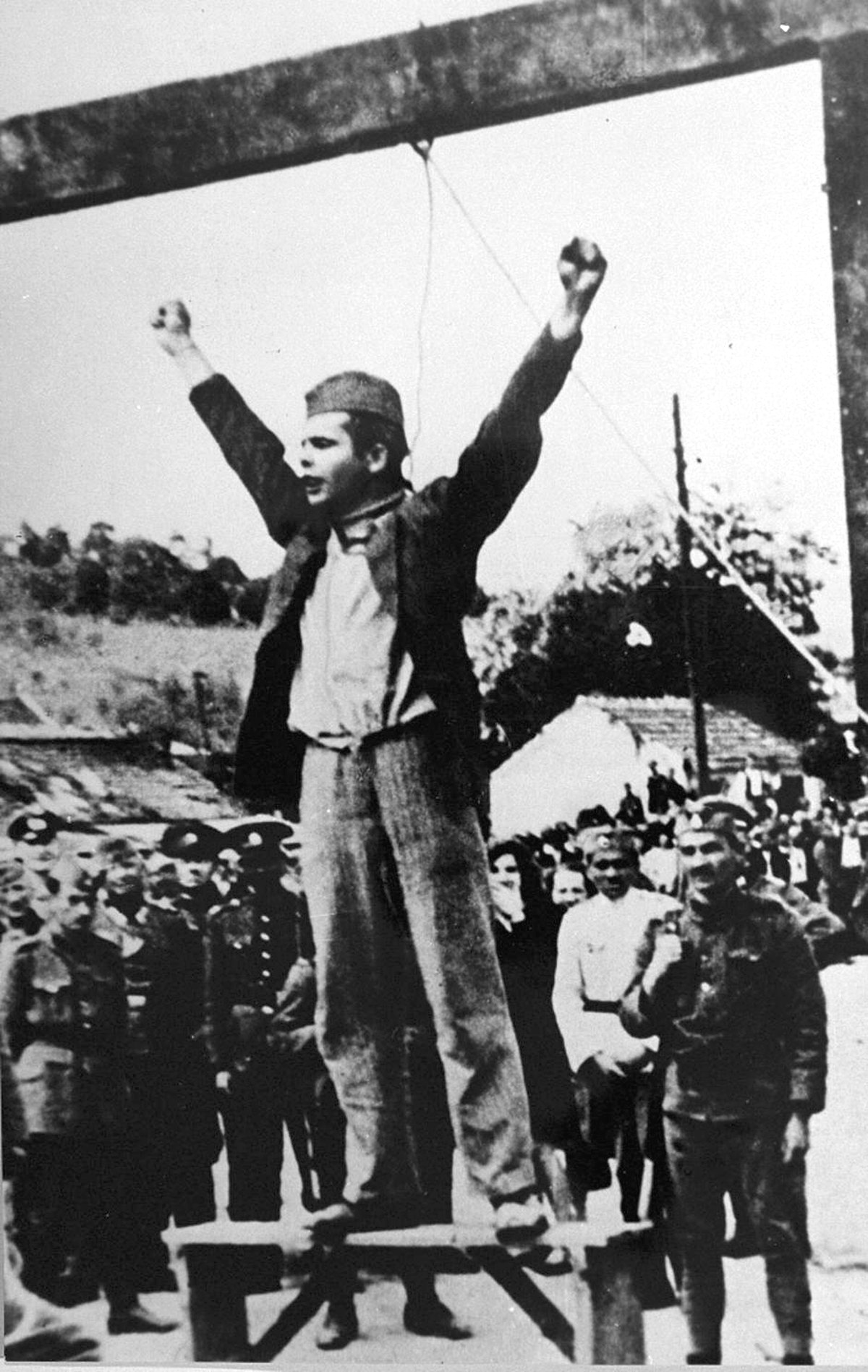
El luchador de la resistencia partisana Stjepan Filipović gritando "¡Muerte al fascismo, libertad al pueblo!" segundos antes de su ejecución por una unidad de la Guardia Estatal Serbia en Valjevo.

A finales de 1941, con cada ataque de chetniks y partisanos, las fuerzas armadas alemanas cometían más masacres en represalia contra los serbios. El mayor grupo de oposición chetnik dirigido por Mihailović decidió que lo mejor para los serbios era cerrar temporalmente las operaciones contra los alemanes hasta que pareciera posible derrotar de manera decisiva a las fuerzas armadas alemanas. Mihailović justificó esto diciendo que "cuando todo terminó y, con la ayuda de Dios, fui preservado para continuar la lucha, resolví que nunca volvería a traer tanta miseria al país a menos que pudiera resultar en la liberación total". Mihailović entonces decidió a regañadientes permitir que algunos chetniks se unieran al régimen de Nedić para lanzar ataques contra los partisanos de Tito. Mihailović veía como la principal amenaza para los chetniks y, en su opinión, los serbios, a los partisanos que se negaban a dar marcha atrás en los combates, lo que casi con certeza daría lugar a más masacres de serbios. Con armas proporcionadas por los alemanes, aquellos chetniks se unieron a las fuerzas armadas colaboracionistas de Nedić, para que pudieran continuar su guerra civil contra los partisanos sin temor a ser atacados por los alemanes, a quienes pretendían volverse más tarde. Esto resultó en un aumento de reclutas para las fuerzas armadas del régimen.

### 1942
En diciembre de 1941 y principios de enero de 1942, los líderes chetnik de Bosnia oriental, incluido Jezdimir Dangić, en alianza con el gobierno de Milán Nedić y el liderazgo militar alemán en Belgrado, negociaron la secesión de 17 distritos del este de Bosnia y su anexión a la Serbia de Nedić. Durante estas negociaciones se formó la administración chetnik temporal en el este de Bosnia con la intención de establecer la autonomía mientras el área no se uniera con Serbia. En ese momento, parece que el movimiento chetnik había logrado crear una base inicial para la Gran Serbia, pero con la actividad diplomática de las autoridades del NDH hacia Berlín se impidió el intento de cambiar las fronteras estatales del NDH.

### 1943
En enero de 1943, Nedić propuso una ley básica para Serbia, una especie de constitución que crearía un estado corporativo autoritario similar al defendido durante mucho tiempo por Dimitrije Ljotić y su Movimiento Nacional Yugoslavo, de corte fascista, antes de la guerra. Bader pidió a los jefes de las distintas agencias sus opiniones y, a pesar de que algunos especialistas recomendaron su adopción, Meyszner se opuso firmemente a ella, considerándola una amenaza para los intereses alemanes. Pasado a Löhr y luego a Hitler, se recibió una respuesta en marzo. Hitler lo consideró "inoportuno". Nedić durante las negociaciones con Hitler y Hermann Neubacher estaba armando y organizando bandas chetnik bosnias con el intento de expandir su influencia en Bosnia Oriental. Uno de los amigos y colaboradores personales más cercanos de Mihailović, Pavle Đurišić, ocupó simultáneamente un cargo para Nedić, y en 1943 intentó exterminar a los musulmanes y partisanos de la región de Sandžak. Las masacres que llevó a cabo eran comparables con las masacres croatas de la Ustashe hacia musulmanes serbios en el NDH en 1941. Nedić fue recibido por Hitler y el ministro de Asuntos Exteriores alemán Joachim von Ribbentrop en la Wolfsschanze de Hitler el 18 de septiembre de 1943, donde Nedić solicitó la anexión de Bosnia Oriental, Montenegro, Sanjak, Kosovo-Metoija y Sirmia, pero esto fue rechazado. Los alemanes pronto encontraron que las ejecuciones masivas de serbios eran ineficaces y contraproducentes, ya que tendían a llevar a la población a los brazos de los insurgentes. Las masacres hicieron que Nedić pidiera que se detuviera el tiroteo arbitrario de los serbios, Böhme estuvo de acuerdo y ordenó que se detuvieran las ejecuciones hasta nuevo aviso. La proporción de 100 ejecuciones por un soldado muerto y 50 ejecuciones por un soldado herido se redujo a la mitad en febrero de 1943 y se eliminó por completo a finales de año.

### 1944
Los primeros seis meses de 1944 estuvieron marcados por intensos combates en las partes occidental y meridional del país, ya que los partisanos yugoslavos hicieron varias incursiones a través de los ríos Drina y Lim. Estos se hicieron para aumentar los destacamentos locales con fuerzas veteranas de Bosnia y Montenegro, derrotar a los chetniks y fortalecer las posiciones de los partisanos de Tito en previsión de la llegada de las fuerzas soviéticas del este.

#### Colapso
Véase también: Liberación de Belgrado
Para el otoño de 1944, el Frente Oriental casi había llegado al territorio. La mayor parte de Serbia fue liberada de los alemanes en el transcurso de la ofensiva de Belgrado llevada a cabo por el Ejército Rojo, los partisanos yugoslavos y las fuerzas búlgaras. Con el inicio de la ofensiva de Belgrado por parte del Ejército Rojo y los partisanos, la administración fue evacuada de Serbia a Viena en octubre de 1944.
Los gobiernos títeres establecidos por los alemanes eran poco más que órganos subsidiarios de las autoridades de ocupación alemanas, cuidando parte de la administración del territorio y compartiendo la culpa del brutal gobierno de los alemanes. No tenían reputación internacional, ni siquiera dentro del Eje. Sus poderes, bastante limitados desde el principio, se redujeron aún más con el tiempo, lo que fue frustrante y difícil para Nedić en particular. A pesar de las ambiciones del gobierno de Nedić de establecer un estado independiente, el área permaneció subordinada a las autoridades militares alemanas hasta el final de su existencia.
El poder real residía en los comandantes militares de la administración, que controlaban tanto las fuerzas armadas alemanas como las fuerzas colaboracionistas serbias. En 1941, el comandante militar de la administración, Franz Böhme, respondió a los ataques de la guerrilla contra las fuerzas alemanas llevando a cabo la política alemana hacia los partisanos de que 100 personas serían asesinadas por cada alemán asesinado y 50 personas asesinadas por cada alemán herido. La primera serie de represalias fueron las masacres en Kragujevac y en Kraljevo por parte de la Wehrmacht. Estos resultaron ser contraproducentes para las fuerzas alemanas después, ya que arruinó cualquier posibilidad de ganar un número sustancial de serbios para apoyar el régimen colaboracionista de Nedić. Además, se descubrió que en Kraljevo, un grupo de trabajadores serbios que estaba construyendo aviones para las fuerzas del Eje había estado entre las víctimas. Las masacres hicieron que Nedić pidiera que se detuviera el tiroteo arbitrario de los serbios, Böhme estuvo de acuerdo y ordenó que se detuvieran las ejecuciones hasta nuevo aviso.

## Geografía

### LaVieja Serbia
El día en que el Eje invadió Yugoslavia, Hitler emitió instrucciones para el desmembramiento del país, tituladas "Directrices temporales para la división de Yugoslavia". Estas instrucciones indicaban que lo que Hitler consideraba la Alt Serbien (la Vieja Serbia, es decir, el territorio del Reino de Serbia antes de las guerras de los Balcanes), se colocaría bajo ocupación alemana. Esta decisión reflejaba la ira que sentía Hitler contra los serbios, a quienes consideraba los principales instigadores del golpe militar de Belgrado del 27 de marzo de 1941 que derrocó al gobierno yugoslavo que se había adherido al Pacto Tripartito dos días antes. El enfoque general que Hitler adoptó en estas instrucciones fue asegurarse de que Serbia fuera castigada reduciéndola a un "reducto".

### El Banato
Después de discusiones con los gobiernos rumano y húngaro, Hitler decidió que la región de Voivodina sería dividida por el río Tisza, con la parte oriental (el Banato serbio) bajo ocupación alemana junto con la "Vieja Serbia". La parte de Voivodina al oeste del Tisza fue ocupada y anexionada por los húngaros. La rivalidad rumano-húngara no fue la única razón para mantener el Banato bajo ocupación alemana, ya que también contenía unos 120.000 alemanes étnicos (o Volksdeutsche) y era una región económica valiosa. Además del Tisza, las otras fronteras del Banato eran el Danubio al sur, y las fronteras yugoslavo-rumano y yugoslavo-húngaro posteriores a la Primera Guerra Mundial en el norte y el este.

### Sirmia
Una zona del este de Sirmia se incluyó inicialmente en el territorio ocupado por razones militares y económicas, especialmente teniendo en cuenta que el aeropuerto y la estación de radio de Belgrado estaban ubicados allí. El número de Volksdeutsche que vivían en la zona junto con su papel en el suministro de alimentos a Belgrado también fueron factores clave en la decisión original. Durante este período inicial, la frontera entre el territorio ocupado y el NDH se extendía entre las aldeas de Slankamen en el Danubio y Boljevci en el Sava. Sin embargo, después de la presión del NDH apoyado por el embajador alemán en Zagreb, Siegfried Kasche, fue transferido gradualmente al control del NDH con la aprobación del Comandante Militar en Serbia, y se convirtió en parte formal del NDH el 10 de octubre de 1941, formando los distritos de Zemun y Stara Pazova del condado de Vuka del NDH. El Volksdeutsche local pronto pidió que el área fuera devuelta al control alemán, pero esto no sucedió. Como resultado de la transferencia de esta región, las fronteras del NDH llegaron a las afueras de Belgrado.

### Frontera occidental
Gran parte de la frontera occidental entre el territorio ocupado y el NDH había sido aprobada por los alemanes y anunciada por Ante Pavelić el 7 de junio de 1941. Sin embargo, esta frontera aprobada solo seguía el Drina río abajo hasta Bajina Bašta, y más allá de este punto la frontera no se había finalizado. El 5 de julio de 1941 se fijó que esta frontera continuara siguiendo el Drina hasta la confluencia con el afluente Brusnica al este del pueblo de Zemlica, luego al este del Drina siguiendo la frontera entre Bosnia y Herzegovina y Serbia antes de la Primera Guerra Mundial.

### Sandžak
La región de Sandžak se dividió inicialmente entre los alemanes en el norte y los italianos en el sur utilizando una extensión de la llamada "Línea de Viena" que dividía Yugoslavia en zonas de influencia alemana e italiana. La frontera del territorio ocupado a través de Sandžak se modificó varias veces en rápida sucesión durante abril y mayo de 1941, y finalmente se estableció en la línea general de Priboj - Nova Varoš - Sjenica - Novi Pazar, aunque las ciudades de Rudo, Priboj, Nova Varoš, Sjenica y Duga Poljana estaban en el lado montenegrino de la frontera ocupado por Italia. La ciudad de Novi Pazar quedó en manos alemanas. El gobierno del NDH estaba descontento con estos acuerdos, ya que querían anexar Sandžak al NDH y consideraban que sería más fácil para ellos lograrlo si los alemanes ocupaban una porción más grande de la región.

### Kosovo
La línea entre el territorio de ocupación alemán y la Albania italiana en la región de Kosovo fue la causa de un importante choque de intereses, principalmente debido a las importantes minas de plomo y zinc en Trepča y la línea ferroviaria clave de Kosovska Mitrovica - Pristina - Uroševac - Kačanik - Skopje . Al final, los alemanes prevalecieron, con la "Línea de Viena" que se extendía desde Novi Pazar en Sandžak a través de Kosovska Mitrovica y Pristina, a lo largo de la vía férrea entre Pristina y Uroševac y luego hacia Tetovo en la actual Macedonia del Norte antes de girar hacia el noreste para encontrarse con el territorio anexado por Bulgaria cerca de Orlova Čuka. Los distritos de Kosovska Mitrovica, Vučitrn y Láb, junto con parte del distrito de Gračanica, formaban parte del territorio ocupado por los alemanes. Este territorio incluía varias otras minas importantes, incluida la mina de plomo en Belo Brdo, una mina de amianto cerca de Jagnjenica y una mina de magnesita en Dubovac cerca de Vučitrn.

## Administración

Estándar personal de un comandante militar alemán de un territorio ocupado (Militärbefehlshaber)

El territorio de Serbia fue la única zona de Yugoslavia en la que los alemanes impusieron un gobierno militar, en gran parte debido a las rutas de transporte clave y los importantes recursos ubicados en el territorio. A pesar del acuerdo previo con los italianos de que establecerían una Serbia independiente, Serbia de hecho tenía un gobierno títere, Alemania no le concedía ningún estatus en el derecho internacional excepto el de un país totalmente ocupado, y no disfrutaba de un estatus diplomático formal con las potencias del Eje y sus satélites como lo hizo el NDH. Los acuerdos de ocupación sufrieron una serie de cambios entre abril de 1941 y 1944, sin embargo, durante la ocupación alemana, el comandante militar en Serbia fue el jefe del régimen de ocupación. Este puesto sufrió una serie de cambios de título durante la ocupación. La administración diaria de la ocupación estuvo a cargo del jefe de la rama de la administración militar responsable ante el comandante militar en Serbia. Los gobiernos títeres establecidos por los alemanes eran responsables ante el jefe de la administración militar, aunque múltiples y a menudo paralelas cadenas de mando y control alemanes significaban que el gobierno títere era responsable ante diferentes funcionarios alemanes de diferentes aspectos del régimen de ocupación, como el plenipotenciario especial para asuntos económicos y SS- und Polizeiführer. Por ejemplo, el plenipotenciario para asuntos económicos, Franz Neuhausen, que era el representante personal de Göring en el territorio ocupado, era directamente responsable ante el Reichsmarshall de aspectos del plan cuatrienal alemán y tenía el control total sobre la economía serbia.
El territorio fue administrado diariamente por la Administración Militar en Serbia (en alemán: Militärverwaltung in Serbien). Con la rama económica, la Administración Militar inicialmente formó una de las dos ramas del Estado Mayor responsable ante el Comandante Militar en Serbia. En enero de 1942, con el nombramiento de un SS- und Polizeiführer en Serbia, se añadió una sección de policía. Si bien los jefes de las ramas económica y policial del Estado Mayor eran teóricamente responsables ante el Comandante Militar en Serbia, en la práctica eran responsables directamente ante sus respectivos jefes en Berlín. Esto creó una rivalidad y confusión significativas entre las ramas del Estado Mayor, pero también creó dificultades abrumadoras para el gobierno títere de Nedić, que era responsable ante el jefe de la administración militar, quien tenía poco control o influencia sobre los jefes de las otras ramas del Estado Mayor.
Los oficiales que se desempeñaban como comandantes militares del territorio eran los siguientes:
| n.º                                               | Fotografía                   | Nombre (nacimiento-muerte)                                 | Toma de posesión             | Cese en el cargo             | Duración                     |
| Comandante Militar en Serbia                      | Comandante Militar en Serbia | Comandante Militar en Serbia                               | Comandante Militar en Serbia | Comandante Militar en Serbia | Comandante Militar en Serbia |
| ------------------------------------------------- | ---------------------------- | ---------------------------------------------------------- | ---------------------------- | ---------------------------- | ---------------------------- |
| 1                                                 |                              | General der Flieger Helmuth Förster (1889-1965)            | 20 de abril de 1941          | 9 de junio de 1941           | 50 días                      |
| 2                                                 |                              | General der Flakartillerie Ludwig von Schröder (1884-1941) | 9 de junio de 1941           | 18 de julio de 1941          | 39 días                      |
| 3                                                 |                              | General der Flieger Heinrich Danckelmann (1889-1947)       | 27 de julio de 1941          | 19 de septiembre de 1941     | 54 días                      |
| Plenipotenciario comandante general en Serbia     |                              |                                                            |                              |                              |                              |
| 4                                                 |                              | General der Gebirgstruppe Franz Böhme (1885-1947)          | 19 de septiembre de 1941     | 6 de diciembre de 1941       | 78 días                      |
| 5                                                 |                              | General der Artillerie Paul Bader (1883-1971)              | 6 de diciembre de 1941       | 2 de febrero de 1942         | 58 días                      |
| Comandante general y comandante militar en Serbia |                              |                                                            |                              |                              |                              |
| 5                                                 |                              | General der Artillerie Paul Bader (1883-1971)              | 2 de febrero de 1942         | 26 de agosto de 1943         | 1 año y 205 días             |
| Comandante, Sudeste de Europa                     |                              |                                                            |                              |                              |                              |
| 6                                                 |                              | General der Infanterie Hans Felber (1889-1962)             | 26 de agosto de 1943         | 20 de octubre de 1944        | 1 año y 55 días              |

### Divisiones administrativas

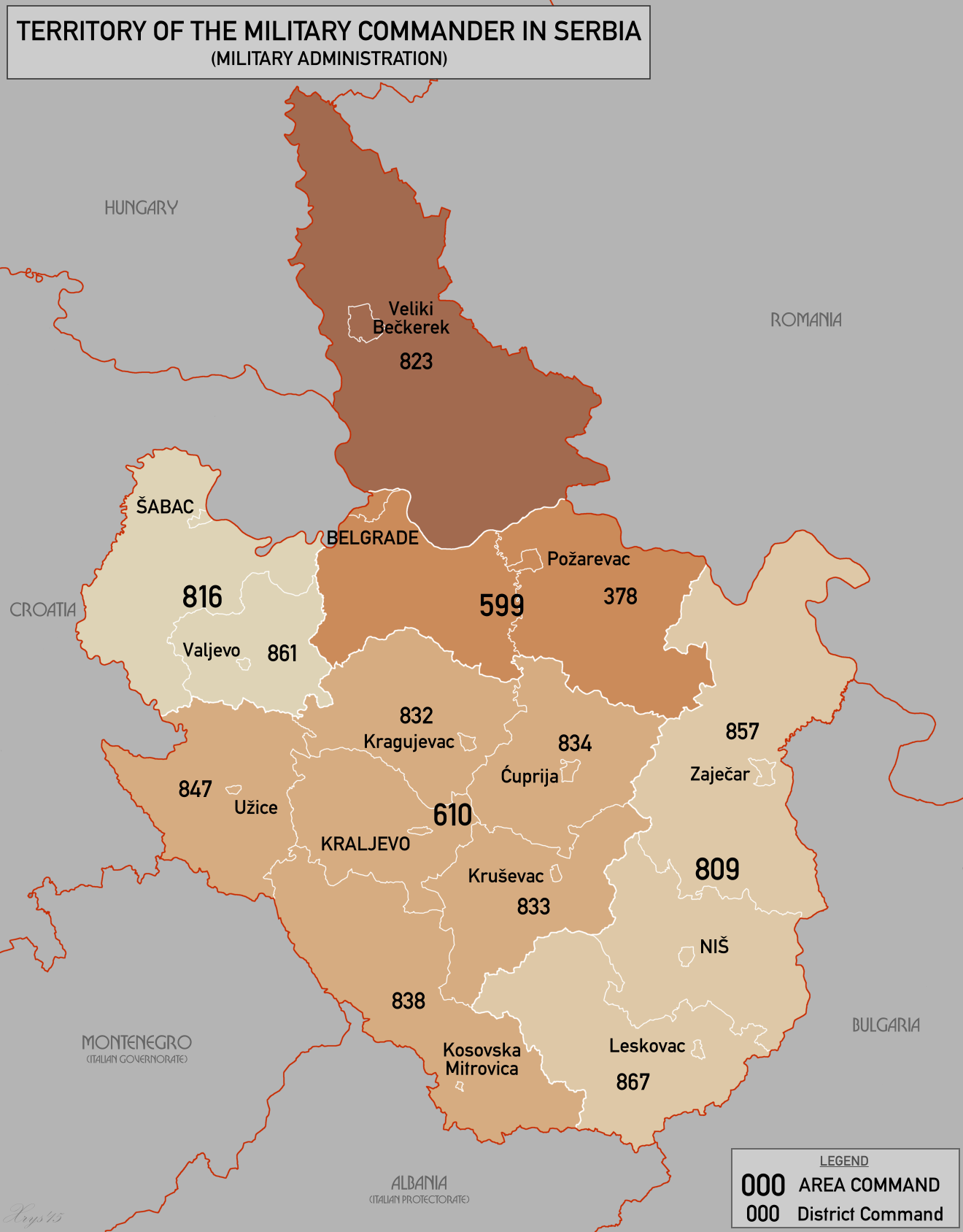
Áreas administrativas militares.

Los alemanes crearon cuatro áreas militares (en alemán: Feldkommandanturen) dentro del territorio ocupado, con cada área dividida en uno o más distritos (en alemán: Kreiskommandanturen), y alrededor de cien ciudades y localidades tenían autonomía (en alemán: Platzkommandanturen u Ortskommandanturen) que estaban bajo el control de los distritos. Cada área o distrito tenía su propio personal militar, administrativo, económico, policial y de otro tipo según los requisitos locales, lo que permitió al jefe de la Administración Militar implementar los decretos y políticas alemanes en todo el territorio ocupado. En diciembre de 1941, las áreas de administración militar se ajustaron para ajustarse a las áreas civiles correspondientes.
En el Banato, se estableció inicialmente un área (n.º 610) en Pančevo, con un distrito (n.º 823) en Veliki Bečkerek. El área de Pančevo se trasladó posteriormente a Kraljevo, pero el distrito de Veliki Bečkerek permaneció en su lugar, convirtiéndose en un distrito independiente que dependía directamente del Comandante Militar.
Desde diciembre de 1941 hasta la retirada alemana, los comandos de área alemanes se ubicaron en Belgrado, Niš, Šabac y Kraljevo, con los siguientes comandos de distrito:
- Área n.º 599 Belgrado: Distrito .º3 78 en Požarevac.
- Área n.º 809 Niš: Distrito n.º 857 en Zaječar y No. 867 en Leskovac.
- Área n.º 816 Šabac: Distrito n.º 861 en Valjevo.
- Área n.º 610 Kraljevo: Comando de Distrito n.º 832 en Kragujevac, n.º 833 en Kruševac, n.º 834 en Ćuprija, n.º 838 en Kosovska Mitrovica y n.º847 en Užice.

Los comandantes de área y distrito alemanes dirigieron y supervisaron al representante correspondiente del gobierno títere serbio.

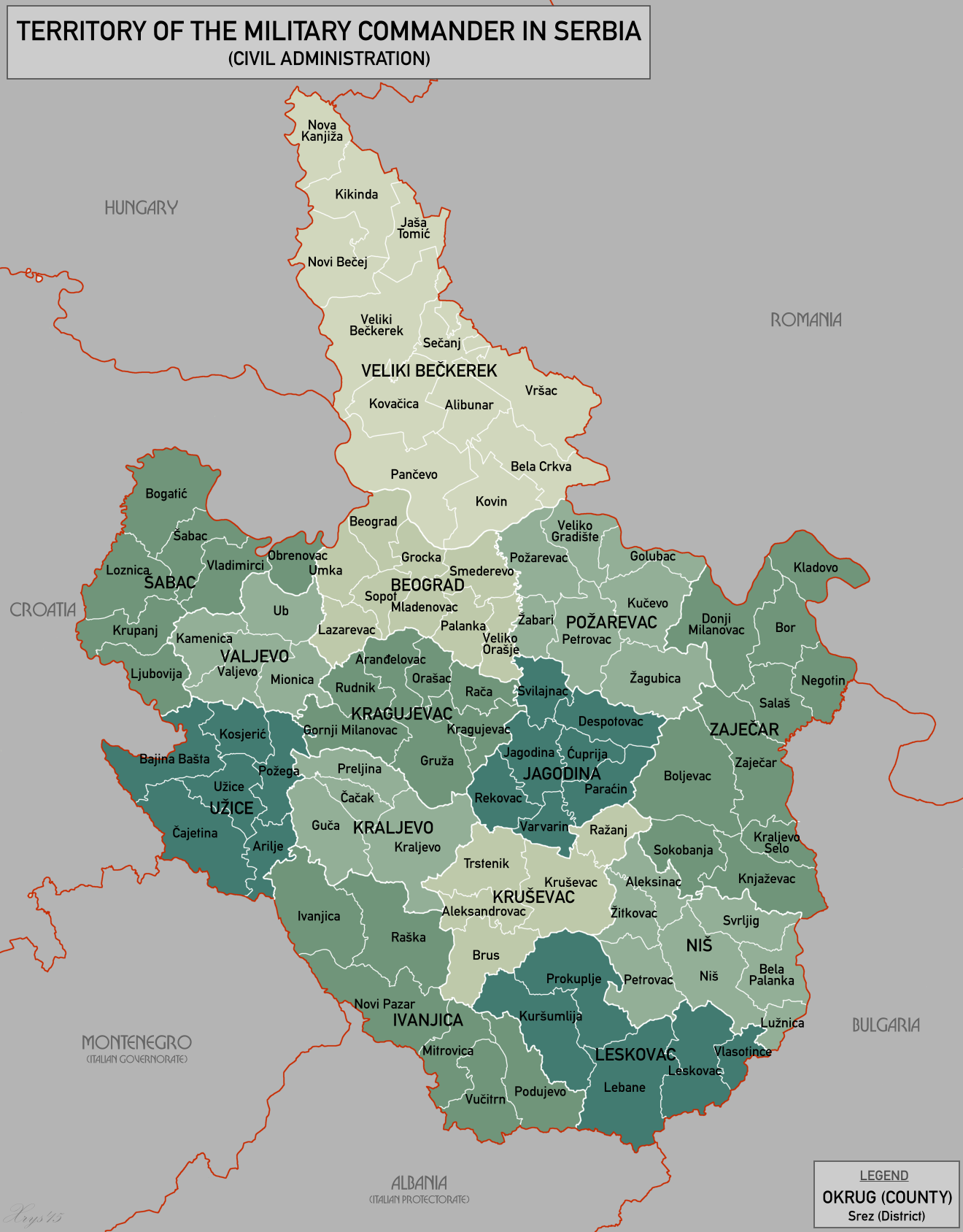
Áreas administrativas civiles.

El gobierno títere estableció okruzi y srezovi, teniendo el primero límites idénticos a los distritos militares.

### Administración del Banato
Artículo principal: Banato (1941-1944)

## Aspectos militares

### Fuerzas de ocupación del Eje
Debido a la gravedad del alzamiento que comenzó en julio de 1941, los alemanes comenzaron a enviar tropas de combate de regreso al territorio, comenzando en septiembre con el 125.° Regimiento de Infantería apoyado por artillería adicional desplegada desde Grecia, y a fines del mes 342.° División de Infantería comenzó a llegar desde la Francia ocupada. También se envió al territorio un destacamento de la 100.ª Brigada de Tanques. Estas tropas fueron utilizadas contra la resistencia en el noroeste del territorio, que pacificaron a finales de octubre. Debido a la resistencia más fuerte en el suroeste, la 113.ª División de Infantería llegó desde el Frente Oriental en noviembre y esta parte del territorio también fue pacificada a principios de diciembre de 1941.

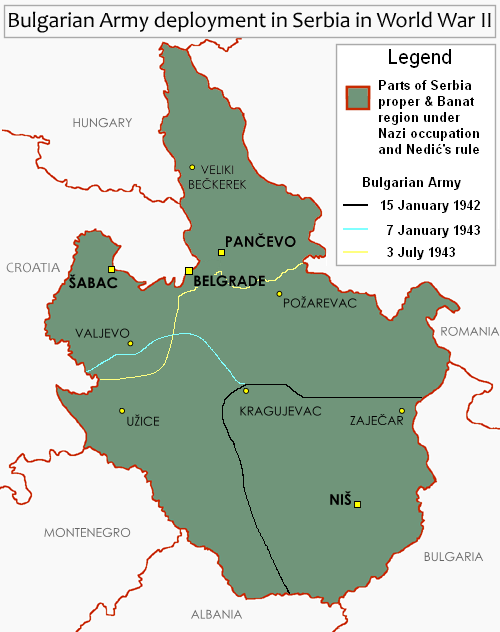
Despliegues del ejército búlgaro en la Serbia ocupada durante la Segunda Guerra Mundial.

Tras la represión del alzamiento, los alemanes nuevamente retiraron las formaciones de combate del territorio, dejando atrás solo las divisiones de guarnición más débiles. En enero de 1942, la 113.ª División de Infantería regresó al Frente Oriental y la 342.ª División de Infantería se desplegó en el NDH para luchar contra los partisanos. Para asegurar los ferrocarriles, carreteras y otras infraestructuras, los alemanes comenzaron a hacer uso de las tropas de ocupación búlgaras en grandes áreas del territorio ocupado, aunque estas tropas estaban bajo el mando y control alemán. Esto ocurrió en tres fases, con el Primer Cuerpo de Ocupación búlgaro que constaba de tres divisiones que se trasladaron al territorio ocupado el 31 de diciembre de 1941. Este cuerpo fue inicialmente responsable de aproximadamente el 40% del territorio (excluido el Banato), delimitado por el río Ibar en el oeste entre Kosovska Mitrovica y Kraljevo, el río Morava Occidental entre Kraljevo y Čačak, y luego una línea que corre aproximadamente al este desde Čačak a través de Kragujevac hasta la frontera con Bulgaria. Por tanto, eran responsables de grandes tramos de las líneas ferroviarias Belgrado - Niš - Sofia y Niš - Skopje, así como de la carretera principal Belgrado - Niš - Skopje.
En enero de 1943, el área búlgara se expandió hacia el oeste para incluir todas las áreas al oeste del río Ibar y al sur de una línea que corre aproximadamente al oeste desde Čačak hasta la frontera con el Montenegro ocupado y el NDH. Esto liberó a la 7.ª División de Montaña SS Prinz Eugen que había estado guarneciendo esta área durante el invierno, para desplegarse en el NDH y participar en Operación Weiss contra los partisanos. Muchos miembros Volksdeutsche de Serbia y el Banato estaban sirviendo en la 7.ª División de Montaña. Esta división fue responsable de los crímenes de guerra cometidos contra los pueblos de Bosnia y Herzegovina.
En julio de 1943, la zona de ocupación búlgara se expandió hacia el norte, con una cuarta división, la 25.ª División tomando el relevo de la 297.ª División de Infantería en el resto del territorio (excluyendo el Banato) que no compartía frontera con el NDH. Desde este punto, las fuerzas alemanas solo ocuparon directamente el área inmediata de Belgrado, la región noroeste del territorio que compartía una frontera con el NDH y el Banato.

### Fuerzas colaboracionistas
Artículos principales: Guardia Estatal Serbia, Cuerpo de Voluntarios Serbios, Cuerpo Protector Ruso, Chetniks negros
Véase también: Chetniks
Aparte de la Wehrmacht, que era el ejército del Eje dominante en el territorio, y (desde enero de 1942) las fuerzas armadas búlgaras, los alemanes dependían de las formaciones colaboracionistas locales para el mantenimiento del orden. Los movimientos locales se formaron nominalmente estando subordinados al gobierno títere, pero permanecieron bajo control alemán directo durante toda la guerra. La formación colaboracionista principal fue la Guardia Estatal Serbia, que funcionó como el "ejército regular" del Gobierno de Salvación Nacional del General Nedić (de ahí su apodo, Nedićevci). En octubre de 1941, las fuerzas serbias equipadas por los alemanes, bajo supervisión, se habían vuelto cada vez más efectivas contra la resistencia.
Además de los regulares de la Guardia Estatal Serbia, hubo tres grupos armados auxiliares alemanes organizados oficialmente que se formaron durante la ocupación alemana. Estos eran el Cuerpo de Voluntarios Serbios, el Cuerpo Ruso y la pequeña Tropa de Policía Auxiliar compuesta por Volksdeutsche rusos. Los alemanes también utilizaron otros dos grupos armados como auxiliares, los destacamentos chetnik de Kosta Pećanac, que comenzaron a colaborar con los alemanes desde el momento del nombramiento del gobierno de Nedić en agosto de 1941, y más tarde los destacamentos chetnik legalizados de Mihailović. Algunas de estas organizaciones vestían el uniforme del Real Ejército Yugoslavo, así como cascos y uniformes comprados en Italia, mientras que otras usaban uniformes y equipos de Alemania.
El primero de ellos fue el Cuerpo de Voluntarios Serbios, compuesto en gran parte por paramilitares y partidarios del Movimiento Nacional Yugoslavo (Zbor) de Ljotić (de ahí el apodo de Ljotićevci). Fundada en 1941, la formación se llamó inicialmente "Comando Voluntario Serbio", pero se reorganizó en 1943 y pasó a llamarse "Cuerpo Voluntario Serbio", con Kosta Mušicki como líder operativo. A finales de 1944, el Cuerpo y su personal de enlace alemán fueron transferidos a las Waffen-SS como el Cuerpo SS Serbio y estaba compuesto por un personal de cuatro regimientos cada uno con tres batallones y un batallón de entrenamiento. El Cuerpo Ruso fue fundado el 12 de septiembre de 1941 por emigrados rusos blancos y permaneció activo en Serbia hasta 1944.
Los reclutas para las fuerzas colaboracionistas aumentaron en número después de unirse a los grupos chetnik leales a Pećanac. Según su propio relato de posguerra, estos chetniks se unieron con la intención de destruir a los partisanos de Tito, en lugar de apoyar a Nedić y las fuerzas de ocupación alemanas, a quienes más tarde pretendían volverse en contra.
A finales de 1941, el principal movimiento chetnik de Mihailović ("Ejército Yugoslavo en la Patria") estaba llegando a cada vez más acuerdos con el gobierno de Nedić. Después de ser dispersados tras los conflictos con las fuerzas partisanas y alemanas durante la Primera Ofensiva Enemiga, las tropas chetnik en el área llegaron a un entendimiento con Nedić. Como formaciones chetnik "legalizadas", colaboraron con el régimen colaboracionista en Belgrado, mientras que nominalmente seguían siendo parte de los chetniks de Mihailović. A medida que las condiciones militares en Serbia se deterioraron, Nedić cooperó cada vez más con el líder chetnik Draža Mihailović. En el transcurso de 1944, los chetniks asesinaron a dos oficiales militares serbios de alto rango que habían obstruido su trabajo. El General de brigada Miloš Masalović fue asesinado en marzo, mientras que el líder rival chetnik, Pećanac, fue asesinado en junio.

### Policía
Véase también: I Destacamento Especial de Combate de Belgrado
Al comienzo de la ocupación, el Comandante Militar en Serbia disponía de una Brigada Especial de la Policía de Seguridad (en alemán: Sicherheitspolizei Einsatzgruppen) que constaba de destacamentos de la Gestapo, la policía criminal y el SD o Servicio de Seguridad (en alemán: Sicherheitsdienst). Inicialmente comandado por el SS- und Polizeiführer, el Standartenführer und Oberst der Polizei Wilhelm Fuchs, este grupo estaba técnicamente bajo el control del jefe de la Administración Militar en Serbia, Harald Turner, pero en la práctica reportaba directamente a Berlín. En enero de 1942, el estatus de la organización policial se elevó con el nombramiento de un líder superior de las SS y la policía (en alemán: Höhere SS und Polizeiführer) el Obergruppenführer und Generalleutnant der SS August Meyszner. Meyszner fue reemplazado en abril de 1944 por el Generalleutnant der SS Hermann Behrends.

## Demografía
La población del territorio ocupado era de aproximadamente 3.810.000, compuesta principalmente por serbios (hasta 3.000.000) y alemanes (alrededor de 500.000). Otras nacionalidades del Reino de Yugoslavia que se habían separado en su mayoría de Serbia y habían sido incluidas dentro de sus respectivos estados étnicos, por ejemplo, croatas, búlgaros, albaneses, húngaros, etc. Sin embargo, la mayoría de los serbios terminaron fuera del nuevo Estado, ya que eran obligados a unirse a otros.
Para el verano de 1942, se estima que alrededor de 400.000 serbios habían sido expulsados o habían huido de otras partes del Reino de Yugoslavia y vivían en el territorio ocupado.
El área autónoma del Banato era un área multiétnica con una población total de 640.000, de los cuales 280.000 eran serbios, 130.000 eran alemanes, 90.000 eran húngaros, 65.000 rumanos, 15.000 eslovacos y 60.000 de otras etnias.
De los 16.700 judíos en Serbia y el Banato, murieron 15.000. En total, se estima que aproximadamente 80.000 personas murieron entre 1941 y 1944 en los campos de concentración del territorio ocupado. Turner declaró en agosto de 1942 que la "cuestión judía" en Serbia había sido "liquidada" y que Serbia era el primer país de Europa en ser Judenfrei; libre de judíos.

## Economía

### Banca y moneda
Después del colapso de Yugoslavia, el Banco Nacional de Yugoslavia se vio obligado a cerrar el 29 de mayo de 1941 y, dos días después, la Comandancia Militar en Serbia emitió un decreto por el cual creaba el Banco Nacional de Serbia. El nuevo banco estaba bajo el control directo de Franz Neuhausen, el Plenipotenciario General para Asuntos Económicos, quien nombró al gobernador y a los miembros de la junta del banco, así como a un comisionado alemán que representaba a Neuhausen en el banco y tuvo que aprobar todas las transacciones importantes. El nuevo banco introdujo el dinar serbio como la única moneda legal y pidió el cambio de todos los dinares yugoslavos.
El escudo de armas tradicional de Obrenović estaba en los billetes y monedas menos la corona real.
Después de la guerra, Yugoslavia eliminó el dinar serbio y otras monedas del Estado Independiente de Croacia y Montenegro en 1945.

### Explotación alemana de la economía
Inmediatamente después de la capitulación de Yugoslavia, los alemanes confiscaron todos los activos del ejército yugoslavo derrotado, incluidos unos 2 mil millones de dinares en el territorio ocupado de Serbia. También se apoderó de todas las materias primas utilizables y utilizó la moneda de ocupación para comprar bienes disponibles en el territorio. Luego puso bajo su control todos los activos de producción militar útiles en el país, y aunque operó algunas fábricas de producción de armamento, municiones y aviones in situ durante un corto período de tiempo, después del alzamiento de julio de 1941, las desmanteló y las reubicó fuera del territorio.
A continuación, las autoridades de ocupación asumieron el control de todos los sistemas de transporte y comunicación, incluido el transporte fluvial en el Danubio. Y finalmente, tomó el control de todas las empresas mineras, industriales y financieras importantes en el territorio que aún no estaban bajo el control del Eje antes de la invasión.
Para coordinar y asegurar la máxima explotación de la economía serbia, los alemanes nombraron a Franz Neuhausen, quien era efectivamente el dictador económico en el territorio. Inicialmente el Plenipotenciario General para Asuntos Económicos en Serbia, pronto se convirtió en Plenipotenciario para el Plan Cuatrienal de Göring, Plenipotenciario para la Producción de Minerales Metálicos en el Sudeste de Europa y Plenipotenciario para el Trabajo en Serbia. A partir de octubre de 1943, se convirtió en Jefe de la Administración Militar de Serbia, responsable de la administración de todos los aspectos de todo el territorio. En última instancia, tenía el control total de la economía y las finanzas de Serbia, y controlaba por completo el Banco Nacional de Serbia, con el fin de utilizar todas las partes de la economía serbia para apoyar el esfuerzo bélico alemán.
Como parte de esto, los alemanes impusieron enormes costes de ocupación en el territorio serbio desde el principio, incluidos los montos necesarios para ejecutar la administración militar del territorio según lo determinado por la Wehrmacht, y una contribución anual adicional al Reich establecida por la Oficina Militar de Economía y Armamento. El Ministerio de Finanzas de Serbia abonaba mensualmente los gastos de ocupación en una cuenta especial en el Banco Nacional de Serbia.
Durante todo el período de la ocupación, los gobiernos títeres serbios pagaron a los alemanes alrededor de 33.248 millones de dinares en costes de ocupación. Los costes de ocupación ascendieron a aproximadamente el 40% de la renta nacional actual del territorio a mediados de 1944.

## Cultura
Con la disolución del Reino de Yugoslavia, muchos periódicos fueron cerrados mientras otros nuevos surgían. Poco después de que comenzara la ocupación, las autoridades de ocupación alemanas emitieron órdenes que exigían el registro de todo el equipo de impresión y restricciones sobre lo que podía publicarse. Solo aquellos que habían sido registrados y aprobados por las autoridades alemanas podían editar tales publicaciones. El 16 de mayo de 1941 se formó el primer diario nuevo, el Novo vreme (Nuevos Tiempos). El semanario Naša borba (Nuestra Lucha) fue formado por el partido fascista Zbor en 1941, y su título se hace eco del Mein Kampf (Mi lucha) de Hitler. El propio régimen publicó el Službene novine (Boletín Oficial) que intentó continuar la tradición del periódico oficial del mismo nombre que se publicó en el Reino de Yugoslavia.
El estado del cine en Serbia mejoró algo en comparación con la situación en Yugoslavia. Durante ese tiempo, el número de cines en Belgrado se incrementó a 21, con una asistencia diaria de entre 12.000 y 15.000 personas. Las dos películas más populares fueron Nevinost bez zaštite de 1943 y Ciudad Dorada, que fueron vistas por 62.000 y 108.000 respectivamente.
Las autoridades de ocupación alemanas emitieron órdenes especiales que regulaban la apertura de teatros y otros lugares de entretenimiento que excluían a los judíos. El Teatro Nacional de Serbia en Belgrado permaneció abierto durante este tiempo. Las obras realizadas durante este período incluyeron La bohème, Las bodas de Fígaro, Der Freischütz, Tosca, Dva cvancika y Nesuđeni zetovi.

## Persecución racial
Véase también: Holocausto en Serbia

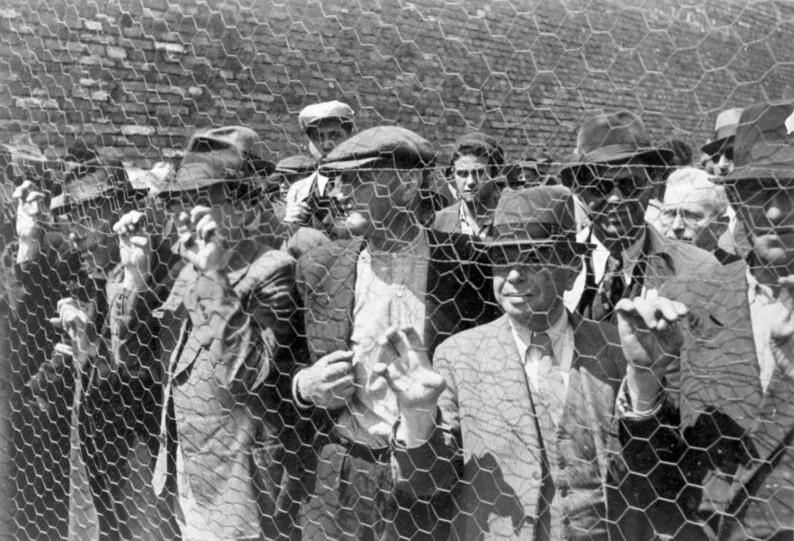
Judíos detenidos en Belgrado, abril de 1941.

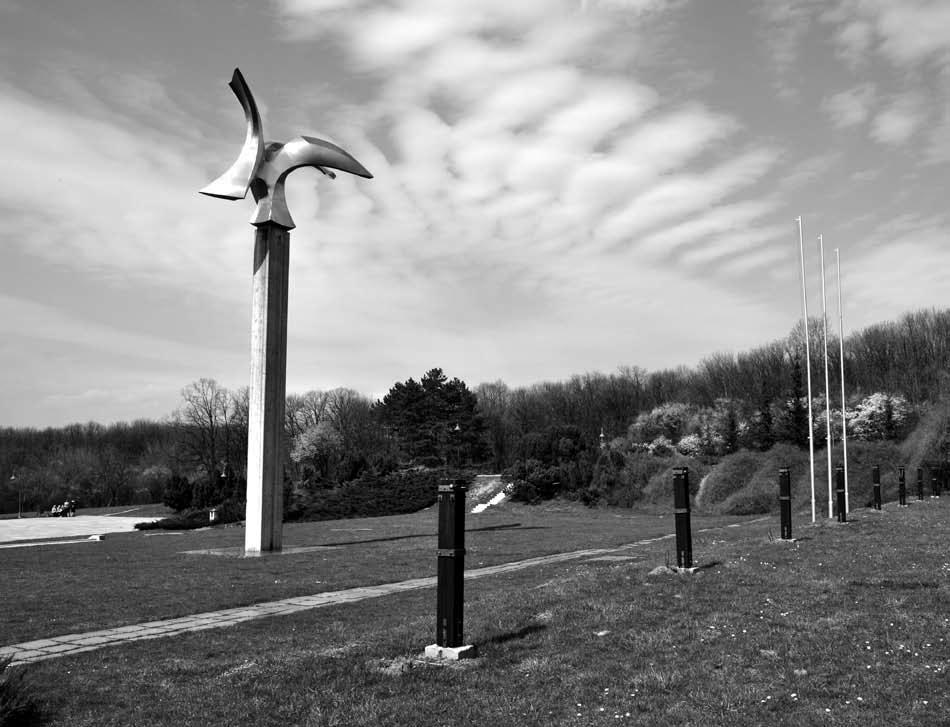
Monumento conmemorativo de Jajinci.

Se introdujeron leyes raciales en todos los territorios ocupados con efectos inmediatos sobre judíos y romaníes, además de provocar el encarcelamiento de quienes se oponían al nazismo. Se formaron varios campos de concentración en Serbia y en la Exposición Anti-Francmasón de 1942 en Belgrado se declaró que la ciudad estaba libre de judíos (Judenfrei). El 1 de abril de 1942 se formó una Gestapo serbia. Se estima que 120.000 personas fueron internadas en campos de concentración dirigidos por los nazis en el territorio ocupado entre 1941 y 1944. De 50.000 a 80.000 personas murieron durante este período. El campo de concentración de Banjica fue administrado conjuntamente por el ejército alemán y el régimen de Nedic. Serbia se convirtió en el segundo país de Europa, después de Estonia, en ser proclamado Judenfrei (libre de judíos). Aproximadamente 14.500 judíos serbios, el 90% de la población judía de Serbia de 16.000, fueron asesinados en la Segunda Guerra Mundial.

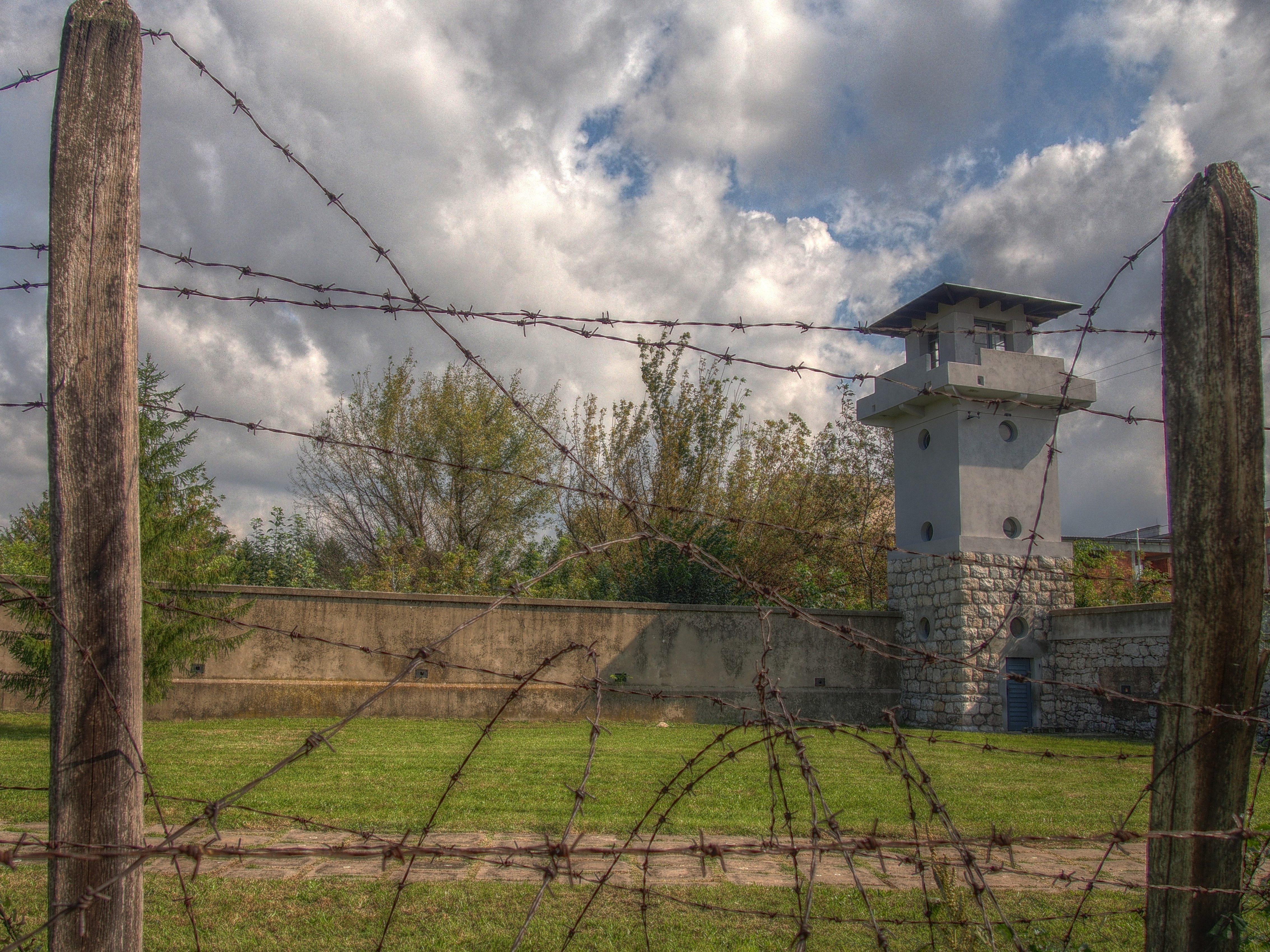
Campo de concentración de Crveni Krst.

Las fuerzas de las formaciones armadas colaboracionistas participaron, directa o indirectamente, en las matanzas en masa de judíos, romaníes y serbios que se pusieron del lado de cualquier resistencia antialemana o se sospechaba que pertenecían a ella. Estas fuerzas también fueron responsables de la matanza de muchos croatas y musulmanes; sin embargo, algunos croatas que se refugiaron en el territorio ocupado no fueron discriminados. Después de la guerra, la participación serbia en muchos de estos eventos y la cuestión de la colaboración serbia fueron objeto de revisionismo histórico por parte de los líderes serbios.
Estos fueron los campos de concentración establecidos en el territorio ocupado:
- Campo de concentración de Banjica (Belgrado).
- Campo de concentración de Crveni Krst (Niš).
- Topovske Šupe (Belgrado).
- Campo de concentración de Šabac.
- Situado en las afueras de Belgrado, el campo de concentración de Sajmište estaba situado en el territorio del Estado Independiente de Croacia.

## Juicios de posguerra
Los colaboracionistas serbios más destacados murieron antes de que pudieran ser juzgados. Dimitrije Ljotić murió en un accidente automovilístico en Eslovenia en abril de 1945, mientras que Milan Aćimović fue asesinado por partisanos yugoslavos durante la batalla de Zelengora. Milan Nedić fue extraditado a Yugoslavia a principios de 1946, pero murió en prisión antes de ser juzgado. Tras su llegada a Belgrado, los partisanos ejecutaron a Radoslav Veselinović, Dušan Đorđević, Momčilo Janković, Čedomir Marjanović y Jovan Mijušković el 27 de noviembre de 1944. Un grupo de ministros del gobierno de Nedić fueron juzgados juntos como parte del mismo proceso dirigido contra el líder chetnik Draža Mihailović, entre ellos Kosta Mušicki, Tanasije Dinić, Velibor Jonić, Dragomir Jovanović y Đura Dokić fueron posteriormente ejecutados el 17 de julio de 1946.
Algunos de los miembros del gobierno huyeron al extranjero y nunca fueron llevados a juicio. Entre ellos estaban Kostić, que se trasladó a los Estados Unidos, Borivoje Jonić, que se trasladó a Francia, y Miodrag Damjanović, que se trasladó a Alemania.
Böhme se suicidó antes de ser juzgado por crímenes cometidos en Serbia. Harald Turner fue ejecutado en Belgrado el 9 de marzo de 1947. Heinrich Danckelmann y Franz Neuhausen fueron juzgados juntos en octubre de 1947. Danckelmann fue posteriormente ejecutado, mientras que Neuhausen fue condenado a veinte años de prisión.

## Legado
En 2008, el Partido Liberal Serbio, sin representación en el parlamento, presentó una propuesta al Tribunal del Condado de Belgrado para rehabilitar a Nedić. Esto no ha encontrado apoyo de ningún partido político y también encontró oposición de la comunidad judía de Serbia.